# Alstom Citadis 202/302/402/502
Citadis 202, Citadis 302, Citadis 402 und Citadis 502 sind die Längenvarianten des zweiten Fahrzeugtyps der Citadis-Familie niederfluriger Straßenbahnwagen des Herstellers Alstom. Das Konzept der kürzeren Varianten 202 und 302 wurde im Dezember 1995 gemeinsam mit demjenigen des Citadis 301 vorgestellt. Es handelt sich um Multigelenkwagen mit vollständig niederflurigem Durchgang, deren Standardversionen für Betriebe gebaut wurden, die im Rahmen der Renaissance der Straßenbahn in Frankreich, Spanien, Nordafrika, dem Nahen Osten, Südamerika, China sowie auf den Britischen Inseln neu entstanden. Diese Fahrzeuge bilden mit über 1500 Exemplaren die größte technisch weitgehend einheitliche Gruppe in der Citadis-Familie. Ebenfalls als Citadis 202 und 302 bezeichnet Alstom 149 stark abweichende Fahrzeuge für die bereits länger bestehenden Straßenbahnen Melbourne und Rotterdam. Als Nachfolgeprodukt im Bereich der Multigelenkwagen präsentierte Alstom 2014 den Citadis X05. Auch danach folgten jedoch noch einige Aufträge für Citadis 302, 402 und 502.

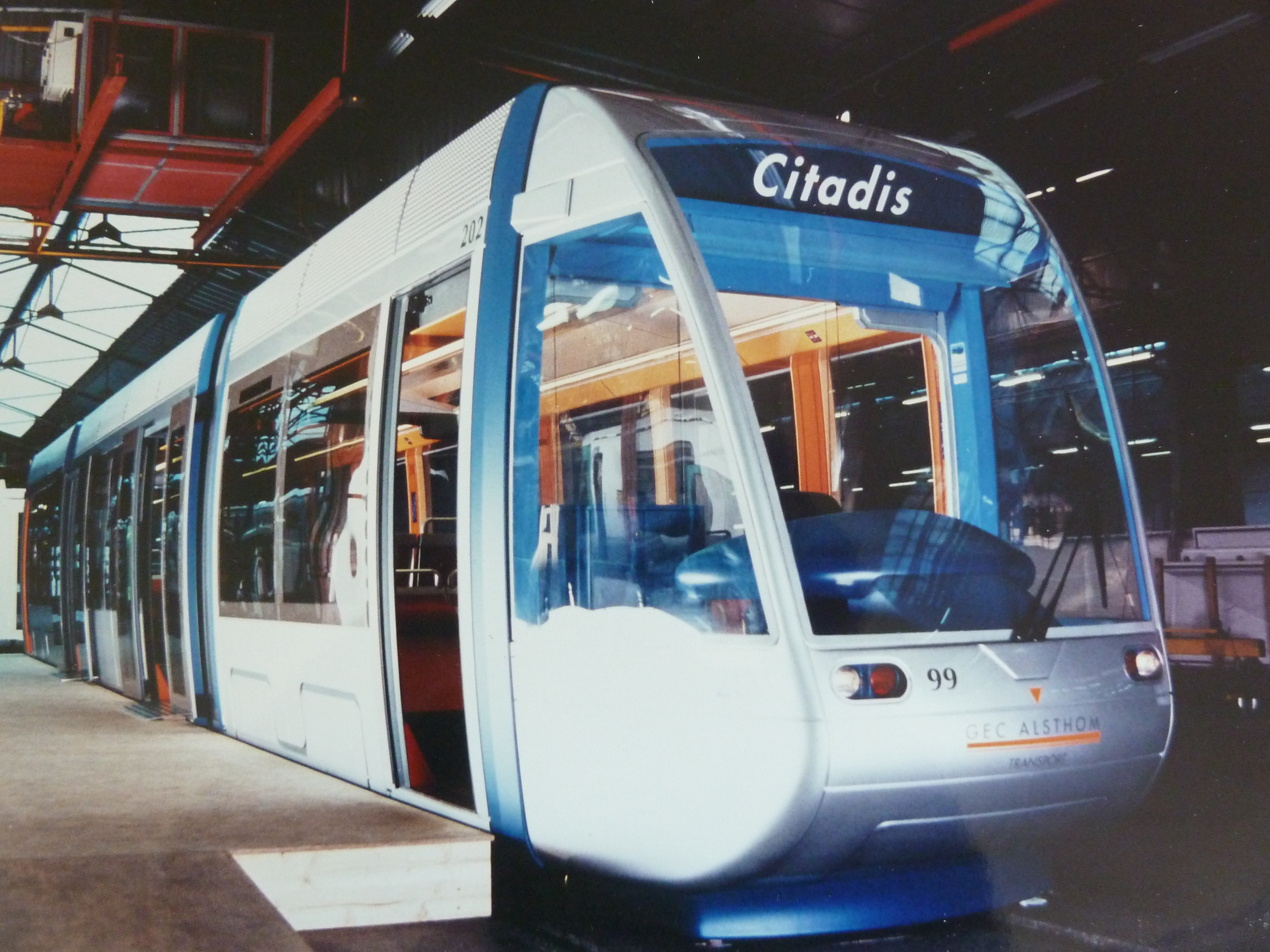
Mock-Up eines Citadis 202, ausgeführt als Einrichtungswagen (um 1997)

## Aufbau

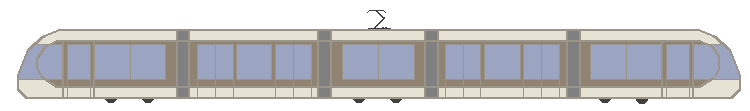
Skizze eines Citadis 302 der Straßenbahn Nizza

Als Multigelenkwagen sind die Fahrzeuge mit einer genau abwechselnden Anordnung von Wagenteilen mit einem und keinem Fahrwerk aufgebaut. Der Citadis 202 ist die dreiteilige, der Citadis 302 die fünfteilige, der Citadis 402 die siebenteilige und der Citadis 502 die neunteilige Variante. Durch das Einfügen zweier Mittelteile (eines mit Fahrwerk und eines ohne) können die Wagen zur nächstlängeren Variante umgebaut werden. In fast allen Fällen sind sie als Zweirichtungswagen ausgeführt. Nur die Straßenbahn Rotterdam erhielt reine Einrichtungswagen. Außerdem beschafften einige nordafrikanische Betriebe Citadis 302 mit beidseitigen Türen, aber nur einem Führerstand (Unechte Zweirichtungswagen).
Zwischen den Wagenenden und dem jeweils ersten Fahrwerk sind in der Regel Einzeltüren auf beiden Seiten angeordnet, in den fahrwerkslosen Mittelteilen meist je zwei Doppeltüren auf beiden Seiten. Bei einigen Citadis 402 in Bordeaux und Nizza wurde für den mittigen fahrwerkslosen Wagenteil nur eine Tür je Seite gewählt. Beim Citadis 202 der Straßenbahn Melbourne sind die Einzeltüren an den Enden nur einseitig angeordnet, jeweils links in Fahrtrichtung des zugehörigen Führerstands. Die größte Abweichung von der Standardtüranordnung weisen die Rotterdamer Citadis 302 auf. Aus der Ausführung als Einrichtungswagen ergibt sich, dass es nur auf der in Fahrtrichtung rechten Seite Türen gibt. Außerdem wurde bei der Beschaffung die Anordnung von Doppel- statt Einzeltüren an den Wagenenden gefordert, in den beiden fahrwerkslosen Mittelteile wurde dagegen nur je eine Doppeltür gewählt.

## Technik

### Fahrwerke

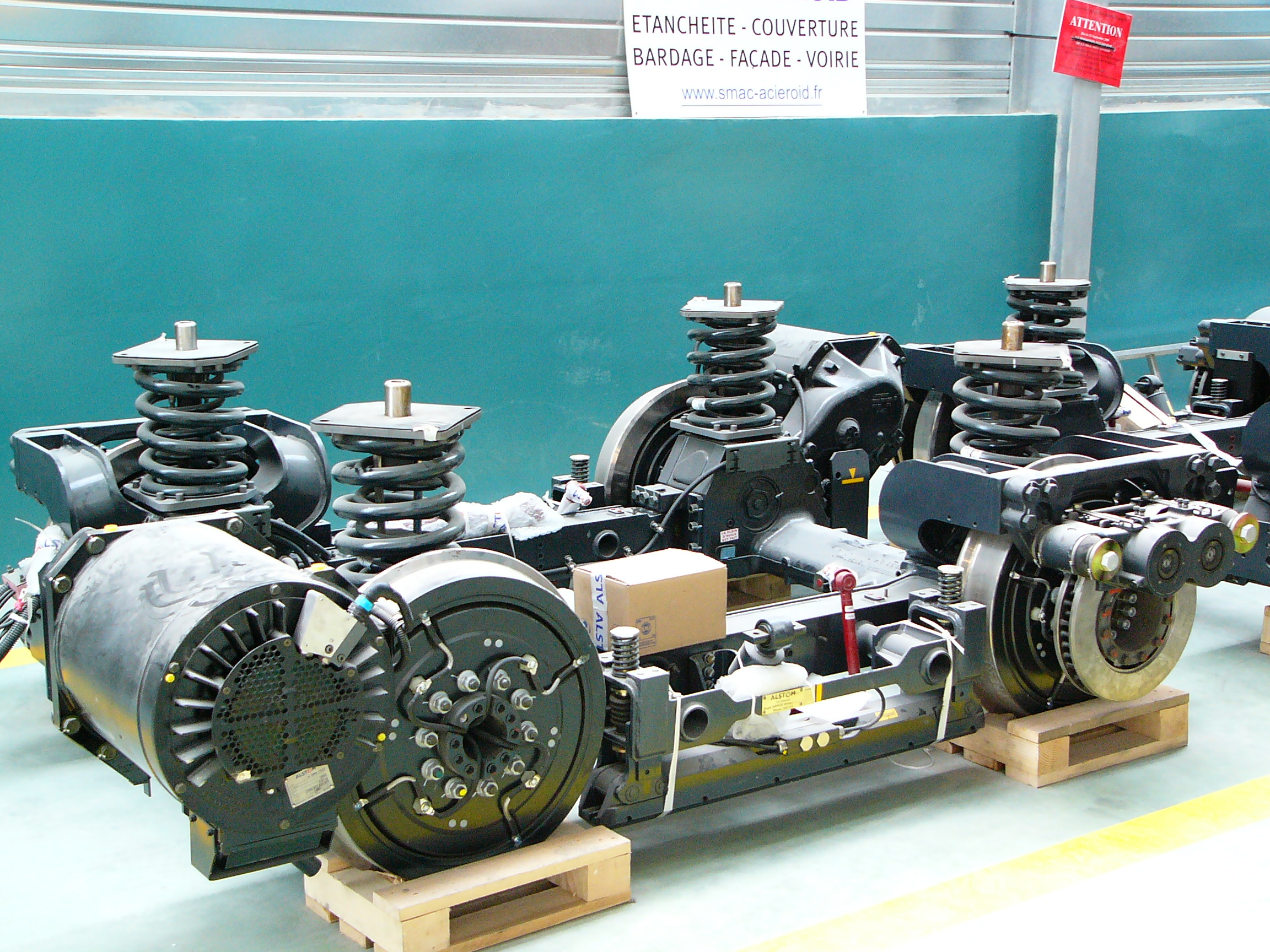
Arpège-Triebfahrwerk

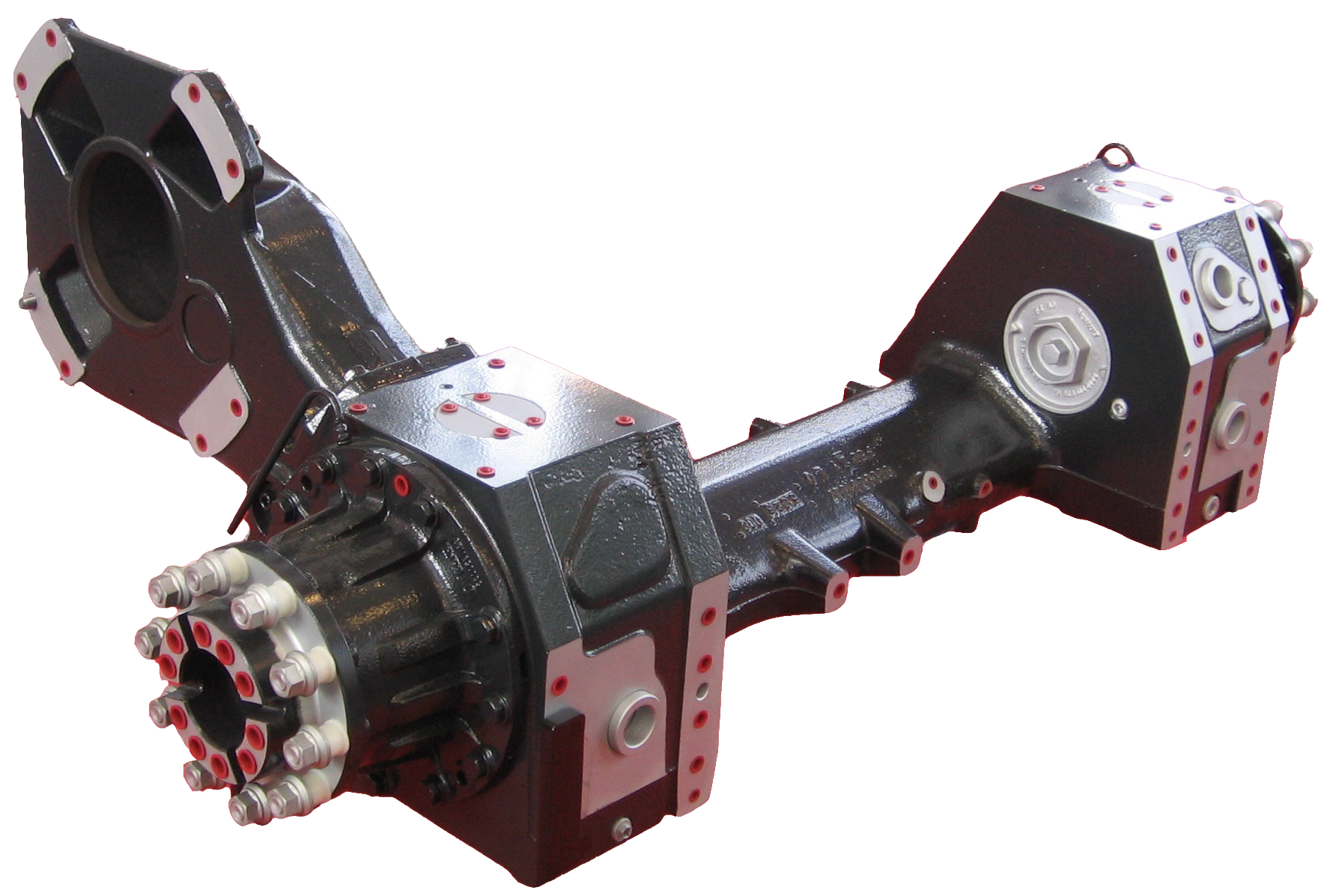
Antriebs-Portalachse für Arpège- und Solfège-Fahrwerke

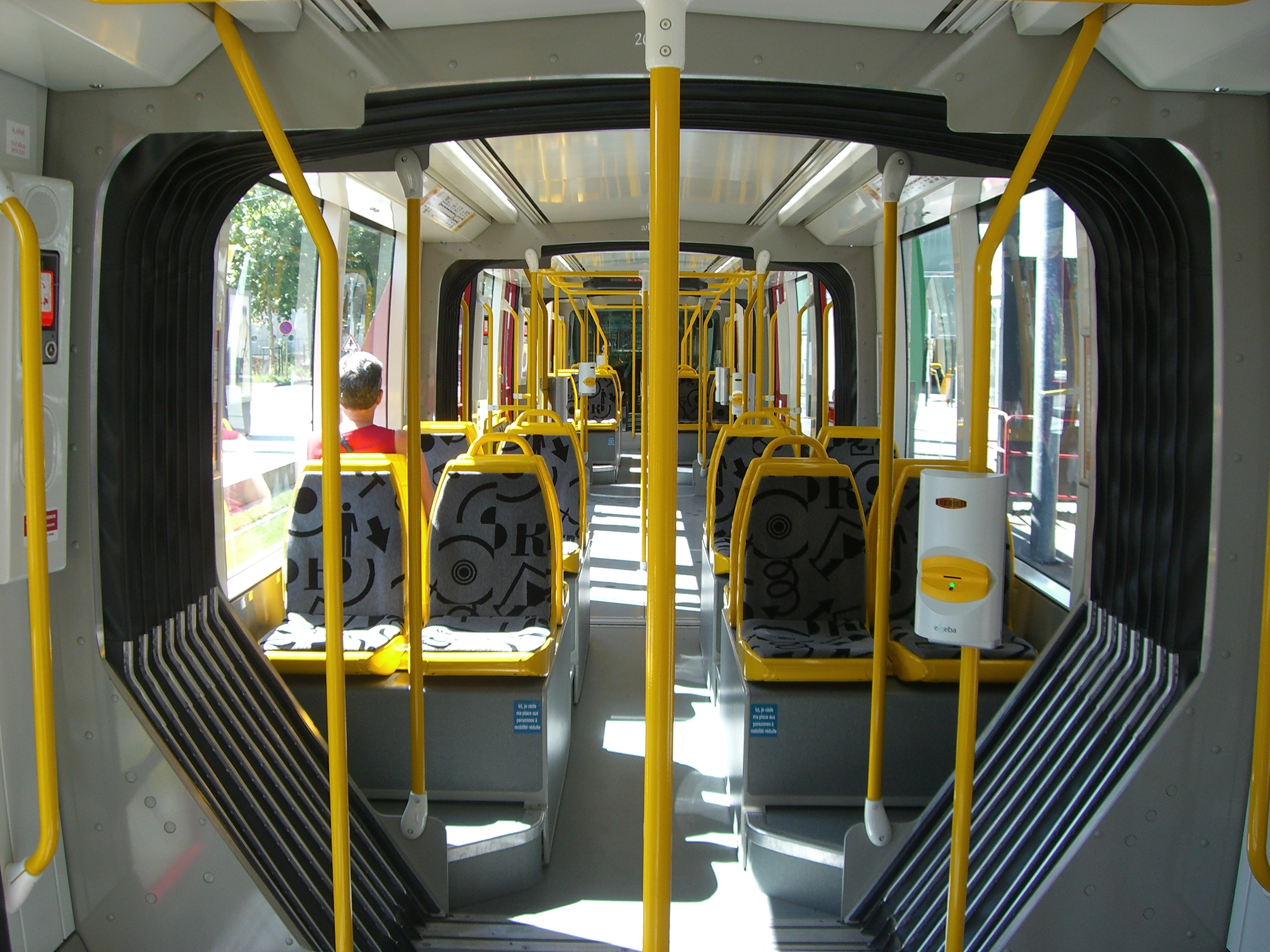
Fahrgastraum über einem Arpège-Fahrwerk in einem Citadis 302 der Straßenbahn Mülhausen

Ursprünglich war die Fahrwerksbauart mit Losradsätzen und unabgefedertem Einzelradantrieb vorgesehen, welche unter dem Mittelteil des Typs T2000 der Straßenbahn Brüssel verwendet wird. Schließlich entwickelte Alstom jedoch das Arpège-Fahrwerk, welches auch bei den Typen Citadis 301/401 und Citadis 403 sowie bei vielen Varianten des Citadis X05 verwendet wird. Bei diesem werden beide Räder eines Radpaars gemeinsam über eine Welle angetrieben, die in einer Portalachse liegt. Alstom hatte dieses Fahrwerk jedoch nur für neu angelegte Streckennetze mit wenigen Weichen und Kreuzungen konzipiert und verzichtete auf eine Primärfederung zwischen Radsatz und Fahrwerksrahmen. Um die Fahrzeuge auch Kunden mit höheren Ansprüchen an die Federung anbieten zu können, entwickelte Alstom 1998 auch ein Fahrwerk mit Primärfederung, welches die Bezeichnung Solfège erhielt. Bei diesem wird für den Antrieb die gleiche Portalachse mit darin liegender Welle verwendet wie beim Arpège-Fahrwerk. Ansonsten weicht die Konstruktion jedoch sehr deutlich ab. Die Motoren sind längs an den Seiten angeordnet und der Antrieb vollständig abgefedert. Dieses Solfège-Fahrwerk kam schließlich nur beim Citadis 202 für die Straßenbahn Melbourne zur Anwendung. Sowohl über Arpège- als auch über Solfège-Fahrwerken liegt der Fußboden seitlich des Gangs erhöht. Meistens sind auf jedem Radkasten vier Sitze angeordnet.

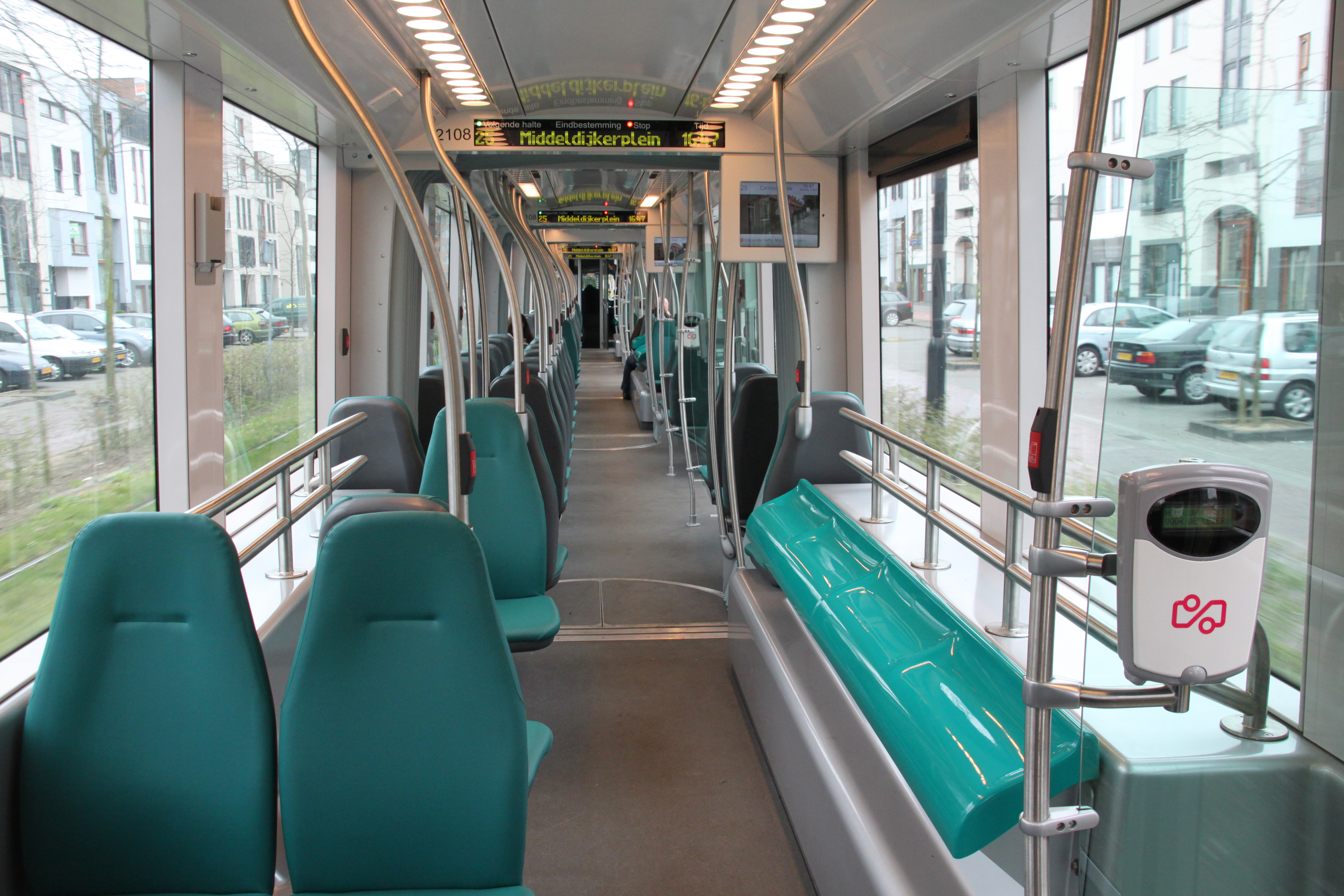
Fahrgastraum über einem Corège-Fahrwerk

Für den Auftrag der Straßenbahn Rotterdam musste eine weitere Fahrwerksbauart entwickelt werden, weil eine Durchgangsbreite von 700 mm gefordert war und mit Arpège und Solfège nur 580 mm realisiert werden konnten. Bei dieser Corège genannten Konstruktion kommen keine Portalachsen zur Anwendung und es werden nicht die beiden Räder eines Radpaars vom gleichen Motor angetrieben. Stattdessen treiben die längs an den Seiten angeordneten, vollständig abgefederten Motoren jeweils zwei hintereinanderliegende Räder einer Seite an, ähnlich wie beim Combino des Konkurrenten Siemens. Wie Solfège weist auch Corège eine Primärfederung zwischen den Rädern und dem Fahrwerksrahmen auf. Auch für Straßenbahn Amsterdam hatte Alstom Fahrzeuge mit Corège-Fahrwerken angeboten, dort jedoch erfolglos. Über dem Corège-Fahrwerk gibt es keine Bereiche mit erhöhtem Fußboden, jedoch ist die Nutzbarkeit der Bereiche seitlich des Gangs insgesamt deutlich eingeschränkt.
Die unterschiedlichen Federungskonzepte führen zu sehr unterschiedlichen Masseanteilen, die – abgesehen von der in die Räder integrierten Gummifederung – nicht abgefedert sind. Dies hat beispielsweise Auswirkungen auf die Erschütterungsemissionen, insbesondere an Weichen und Kreuzungen. Für angetriebene Radpaare beträgt diese unabgefederte Masse bei Arpège ungefähr 1,4 Tonnen, bei Solfège 0,64 Tonnen und bei Corège 0,76 Tonnen.
Das Arpège-Fahrwerk war ursprünglich mit einem Radsatzabstand von 1800 mm entwickelt worden. Dabei hätten die Motoren jedoch asymmetrisch angeordnet werden müssen. Mit dem schließlich gewählten Abstand von 1600 mm sind beide Motoren außen am Rahmen befestigt. Dieser Entscheidung gingen 1999 Versuche mit einem zu diesem Zweck gebauten Citadis 202 voraus, um zu überprüfen, ob auch mit dem geringeren Abstand stabile Laufeigenschaften zu erreichen sind. Dieser Arpège-Versuchsträger hatte ein angetriebenes und ein antriebsloses Fahrwerk. Für die anderen Fahrwerksbauarten wurde der Abstand mit 1850 mm bei Solfège und 1870 mm bei Corège deutlich größer gewählt.
Ursprünglich hatten die Räder standardmäßig einen Durchmesser von 590 mm im Neuzustand. Auch in diesem Aspekt wichen der Citadis 202 für Melbourne und die Rotterdamer Wagen mit 610 mm vom Standard ab. Später erhielten jedoch auch Standardfahrzeuge Räder mit 610 mm Durchmesser, mindestens diejenigen der Straßenbahnen Toulouse, Angers, Reims und Orléans. Die Räder sollten zunächst eine Laufleistung von 300 000 km erreichen. Wegen Problemen mit der Dauerfestigkeit der integrierten Gummifederung wurden bis 2007 jedoch nur ungefähr 180 000 km erreicht. Noch geringere Werte ergaben sich bei wärmerem Klima, da die Probleme insbesondere mit der Temperaturentwicklung zusammenhängen. Um 2009 wurden schließlich akzeptable Lebensdauern erreicht.

### Antrieb
Als Fahrmotoren werden standardmäßig wassergekühlte Drehstrom-Asynchronmaschinen mit einer Dauerleistung von 120 kW verwendet. Beim Citadis 202 für Melbourne haben sie eine geringere Leistung von 105 kW. Beim Citadis 302 für Rotterdam sind sie abweichend luftgekühlt (selbstbelüftet) und leisten nur 100 kW. Ein solcher Wagen diente 2004 auch zur Erprobung von permanentmagneterregten Synchronmaschinen, wie sie inzwischen bei den Citadis-Typen Dualis, 304 und X05 zur Anwendung kommen. Diese waren ebenfalls luftgekühlt, jedoch fremdbelüftet. Bei einer Leistung von ebenfalls 100 kW und einer geringeren Masse (285 statt 420 Kilogramm) erreichten diese einen Wirkungsgrad von 96 %, etwa 3 % höher als normale Asynchronmaschinen.

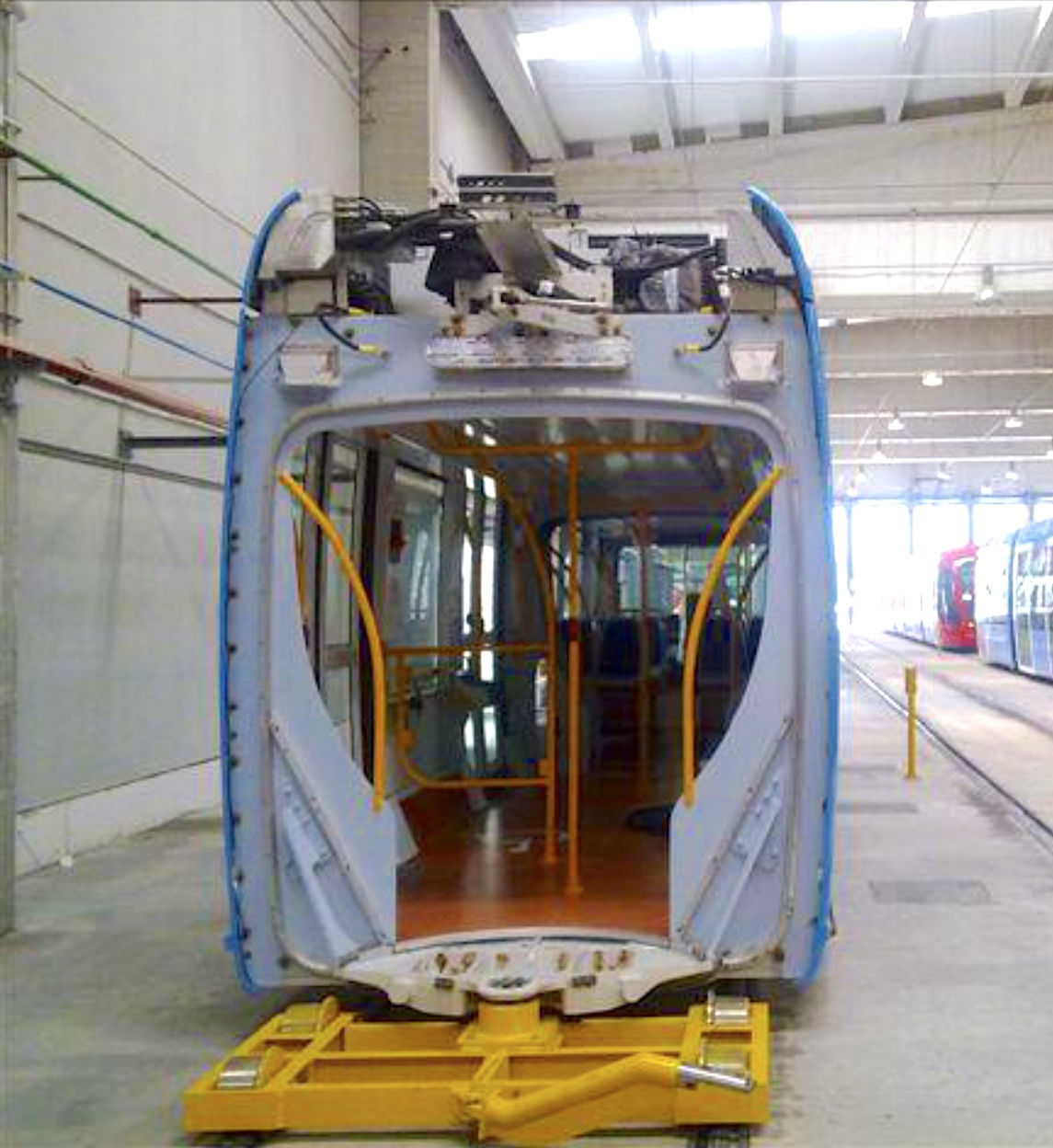
Offene Gelenkansicht eines mit Hilfsdrehgestell abgestützten Teils eines Citadis 302 der Stadtbahn Madrid

Beim Citadis 202 für Melbourne sind beide Fahrwerke angetrieben, bei den Citadis 302, 402 und 502 ist dagegen standardmäßig das mittige bzw. eines der mittigen antriebslos. Für die Straßenbahn Teneriffa und die Stadtbahn Jerusalem wurden jedoch wegen großer Steigungen in den Streckennetzen Citadis 302 mit Allradantrieb gebaut. Auch für die Straßenbahn Oran war eine solche Ausführung zunächst vorgesehen, wurde aber nicht umgesetzt.

### Wagenkasten
Grundsätzlich entspricht die Wagenkastenstruktur dem bei mehreren Citadis-Typen verwendeten Standard, es wird also überwiegend Aluminium verschraubt sowie genietet. Sowohl der Citadis 202 für Melbourne als auch der Citadis 302 für Rotterdam weisen jedoch nicht die typische Krümmung der Seitenwände auf. Außerdem sind bei beiden die Bodenplatten der Fahrwerksmodule vollständig und nicht nur teilweise aus Stahl geschweißt. Die Längsfestigkeit des Rahmens beträgt standardmäßig 200 kN, bei den Citadis 302 der Linie T2 und Citadis 402 der Linie T3 der Straßenbahn Île-de-France jedoch abweichend 400 kN.
Die Doppeltüren weisen eine für moderne Straßenbahnwagen typische lichte Weite von 1300 mm auf, die Einzeltüren sind 800 mm breit. Der Fußboden liegt standardmäßig 350 mm über der Schienenoberkante, zu den Türen hin mit Rampen abgesenkt auf 300 mm. Bei den Rotterdamer Wagen liegt er mit 360 mm allgemein und 320 mm an den Türen etwas höher.
Die fahrwerkslosen Mittelteile sind zwischen den Gelenkdrehpunkten standardmäßig ungefähr 6,6 Meter lang. Dasjenige des Citadis 202 für Melbourne ist mit etwa 8,3 Metern erheblich länger, woraus sich auch ein zusätzliches Fenster zwischen den Türen ergibt. Die fahrwerkslosen Mittelteile der Rotterdamer Wagen sind dagegen mit ungefähr 5,2 Metern (erste Serie) etwas kürzer. Auch in den Fahrwerksmodulen weicht bei diesen Varianten der Abstand zwischen Gelenkdrehpunkt und Fahrwerksmitte etwas ab. Bei den Standardfahrzeugen beträgt er 2,29 Meter, für Melbourne 2,25 Meter und für Rotterdam 2,24 Meter (erste Serie). Die Breite des Wagenkastens beträgt 2,40 oder 2,65 Meter.

### Gelenke

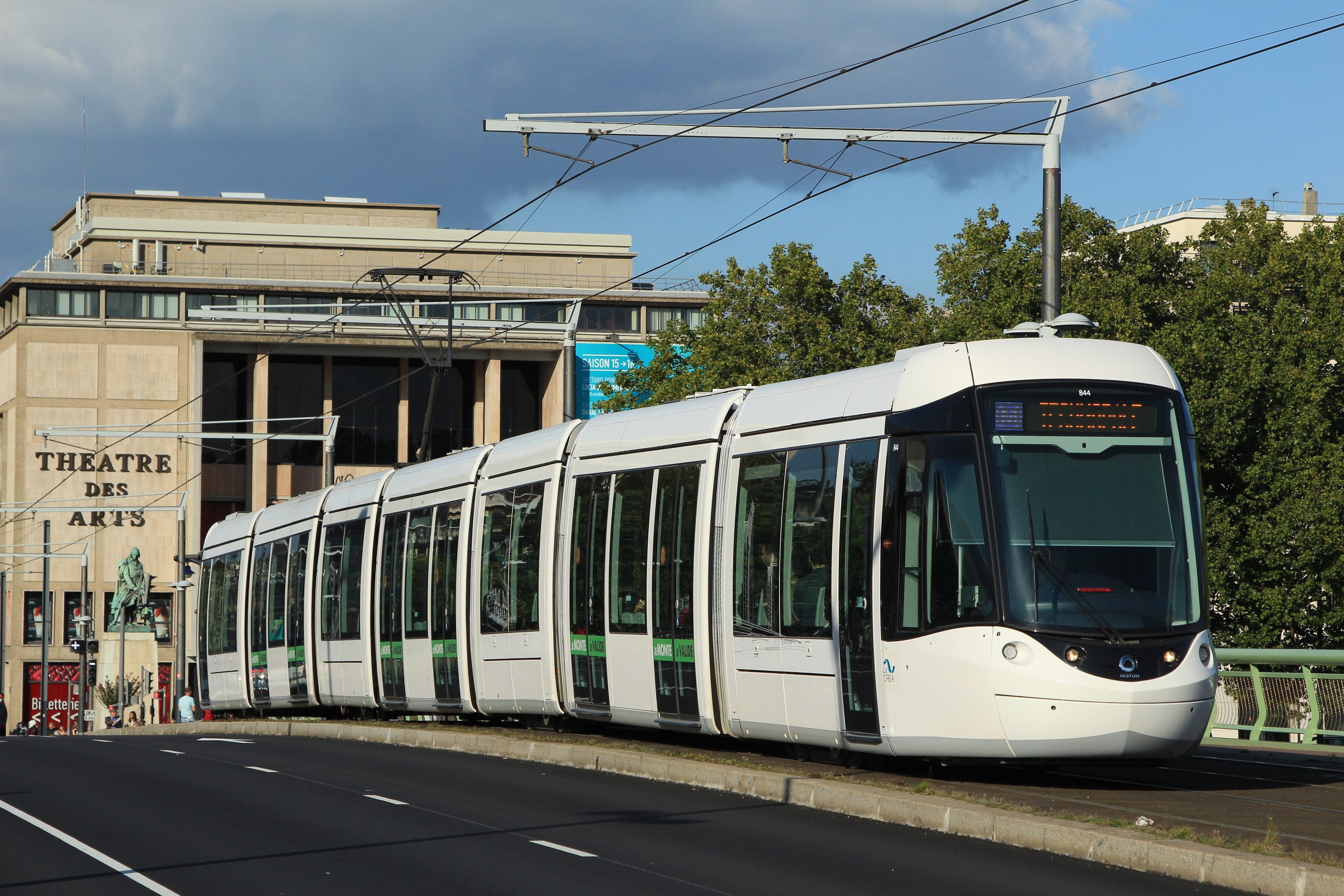
Citadis 402 in Rouen beim Befahren einer Kuppe

Beim Citadis 202 sind beide Gelenke nicksteif ausgeführt, so dass sich das Fahrzeug hinsichtlich des Befahrens von Kuppen und Wannen wie ein Drehgestellwagen ohne Gelenk verhält. Bei jeder nächstlängeren Variante kommen jeweils ein nickbewegliches und ein ebenfalls nicksteifes Gelenk hinzu. Beim Citadis 302 ist somit eines der beiden Gelenke am mittleren Wagenkasten nickbeweglich. Beim Citadis 402 ist die Anordnung symmetrisch, jeweils das zweite Gelenk von den Wagenenden aus ist nickbeweglich. Die nicksteifen Gelenke sind mit Dämpfern auf dem Dach versehen, die nickbeweglichen Gelenke dagegen nicht.
Bei den nickbeweglichen Gelenken der Citadis 402 traten anfangs Brüche in den oberen Gelenklagern auf, so dass Alstom eine Änderung der Konstruktion vornehmen musste. Durch das Einfügen einer Gummimetallfeder erlauben diese Gelenke seitdem auch Wankbewegungen.

### Ausrüstung für oberleitungsfreies Fahren
In der Regel werden die Fahrzeuge, wie bei Straßenbahnen üblich, per Oberleitung und Einholmstromabnehmer mit der benötigten Energie versorgt. Insbesondere bei neu angelegten Netzen wird jedoch oft ein abschnittsweise oberleitungsfreies System verlangt, beispielsweise aus ästhetischen Gründen. Zu diesem Zweck wurden bei diesem Fahrzeugtyp verschiedene Lösungen angewendet. Am weitesten verbreitet ist dabei das straßenbündige Stromschienensystem Alimentation par le sol (APS), dessen Erstanwendung bei der Straßenbahn Bordeaux mit Citadis 302 und 402 befahren wird. Im Fall der Citadis 402 für die Straßenbahn Rio de Janeiro wurde die APS-Ausrüstung mit Superkondensatoren kombiniert, die eine Kapazität von 1,9 kWh haben. Dies dient einerseits dazu, kurze Abschnitte befahren zu können, auf denen weder APS noch Oberleitung installiert ist, andererseits aber auch zur Speicherung von beim Bremsen rekuperierter Energie, welche bei APS nicht zurückgespeist werden kann.

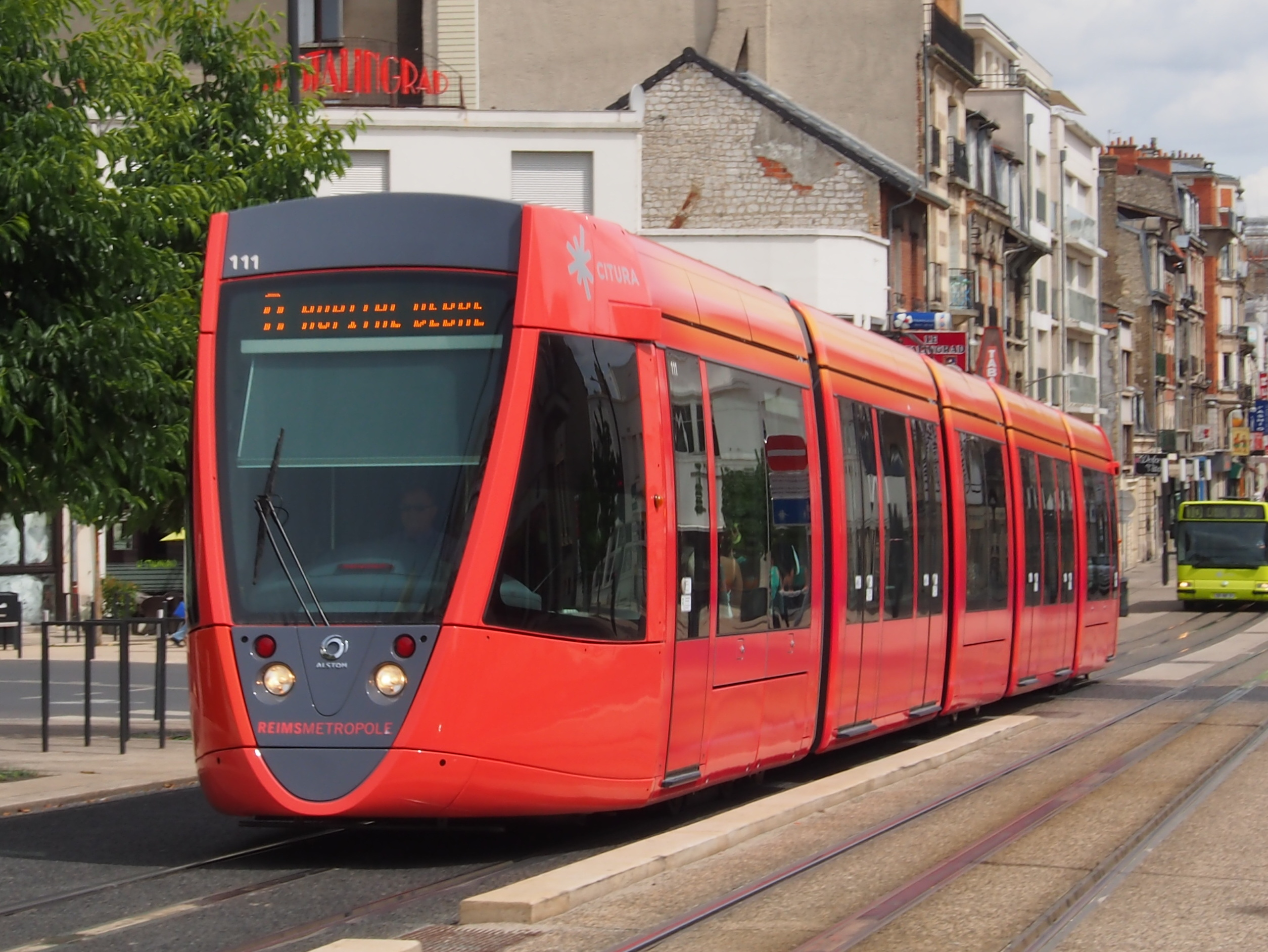
Citadis 302 auf einem APS-Streckenabschnitt in Reims

Bei den ab 2006 ausgelieferten Citadis 302 für die Straßenbahn Nizza wird für die beiden ungefähr 450 Metern langen Abschnitte ohne Oberleitung vollständig auf die Speicherung der Energie im Fahrzeug gesetzt. Dazu wurde ursprünglich ein Nickel-Metallhydrid-Akkumulator auf dem Dach nahe dem Stromabnehmer installiert. Dieser hat eine Kapazität von 80 Ah bei 540 Volt sowie eine Masse von 1450 Kilogramm und kann maximal 200 kW an Leistung abgeben. Somit ist das Leistungsverhalten der Fahrzeuge im oberleitungsfreien Betrieb eingeschränkt. Es wurde jedoch eine im Verhältnis zum Gesamtfahrzeug sehr geringe Nutzungsdauer von fünf Jahren angenommen, so dass inzwischen und insbesondere nach Verlängerung einiger Wagen zu Citadis 402 nicht mehr das ursprüngliche System eingebaut ist.
Zur Erprobung einer weiteren Speichertechnologie wurde 2004 auf dem Dach eines Rotterdamer Citadis 302 ein Schwungrad-Speicherkraftwerk eingebaut. Dieses hatte eine Masse von 1200 Kilogramm und konnte bei 22000 Umdrehungen pro Minute 4 kWh speichern. Die maximale Leistung betrug 320 kW. Damit sollte bei normaler Fahrt eine oberleitungsfreie Reichweite von ungefähr einem Kilometer erzielt werden. Über die Erprobung kam dieses System jedoch nicht hinaus. Im Juli 2009 präsentierte Alstom außerdem einen Citadis 402 der Pariser Linie T3, der versuchsweise mit Superkondensatoren ausgerüstet wurde. Diese hatten eine Masse von 720 kg, konnten 360 kW leisten und hatten eine nutzbare Kapazität von 1,62 kWh. Dieser Ansatz war für oberleitungsfreie Strecken mit Aufladung an jeder Haltestelle vorgesehen. Dieses Konzept hat Alstom inzwischen unter dem Namen SRS bei einigen Varianten des Citadis X05 angewendet.

## Produktionsstandorte
Zunächst erfolgte die Herstellung der Fahrzeuge nur am Alstom-Standort in Aytré bei La Rochelle. Die Montage eines Citadis 302 dauerte dort elf Tage (Angabe von Anfang 2007). Durch die Konstruktionsmethode der Wagenkästen war es jedoch relativ einfach möglich, die Endmontage an weiteren Standorten einzurichten. Erstmals für die Straßenbahn Barcelona wurden auch Wagen am dortigen Standort gefertigt. Ebenfalls aus Barcelona kamen beispielsweise die Fahrzeuge für die Stadtbahn Madrid und die Straßenbahn Teneriffa sowie anfangs für die algerischen Betriebe. Später gründete Alstom mit algerischen Unternehmen das Joint Venture Cital (Citadis algérique), welches die weitere Produktion für den algerischen Markt in Annaba einrichtete. Als weitere französische Standorte der Endmontage kamen Reichshoffen und Petite-Forêt bei Valenciennes hinzu, Reichshoffen beispielsweise für die Aufträge aus Rouen, Le Havre, Casablanca und Tours. In Petite-Forêt erfolgte auch die Entwicklung der Fahrzeuge. Die Fahrzeuge für die Straßenbahn Rio de Janeiro wurden ab dem sechsten Exemplar in Taubaté gebaut. Die Fahrwerke werden am Standort Le Creusot hergestellt, die Motoren in Ornans und die Steuerung in Villeurbanne.
Zudem erhielt 2015 das 1999 zusammen mit Shanghai Rail Traffic Equipment Development (SRTED) gegründete Joint Venture Shanghai Alstom Transport (SATCO) seinen ersten Citadis-Auftrag, so dass auch eine Produktionsstätte in der Volksrepublik China hinzukam. Später wurden auch Fahrzeuge in den CRRC-Werken Changke und Changchun hergestellt. Auch in diesen Fällen wurden mindestens die Fahrwerke aus Frankreich zugeliefert.

## Einsatz

### Versuchsträger

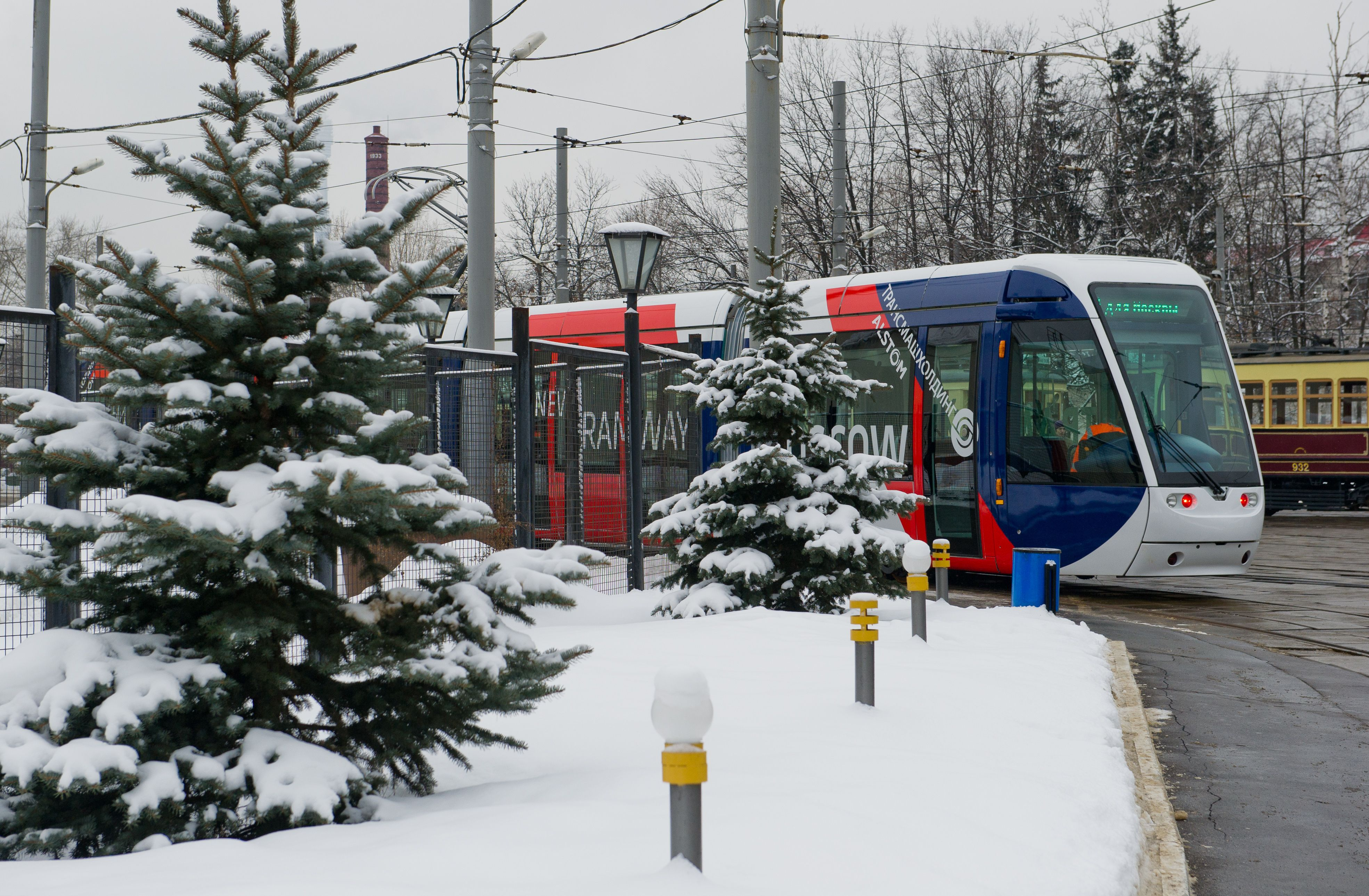
Citadis 302 bei einer Präsentation in Moskau

Neben dem Citadis 202, welcher zur Erprobung des Arpège-Fahrwerks genutzt wurde und nur rudimentär ausgestattet war, baute Alstom für den Eigenbedarf 2001 auch einen voll ausgestatteten Citadis 302. Abgesehen davon, dass er die Frontform der Dubliner Citadis 301/401 erhielt, entspricht er vollständig den Wagen der Straßenbahn Lyon. Zunächst diente er insbesondere für Versuche auf einer neuen 1,6 km langen Teststrecke in La Rochelle, welche auch in den öffentlichen Raum führte. Das Ziel dieser Anlage war, Bauarten zur möglichst kostengünstigen Errichtung neuer Straßenbahnsysteme zu erproben. Auf dem Abschnitt innerhalb des Alstom-Geländes wurden auch unterirdische Stromabnahmesysteme erprobt. Ein Ausbau dieser Strecke zu einem für Fahrgäste nutzbaren System war im Gespräch, wurde aber nicht umgesetzt. 2012 wurde der Wagen im russisch breitspurigen Netz der Straßenbahn Moskau präsentiert und war somit vorübergehend der einzige nicht normalspurige Wagen des zweiten Citadis-Typs.

### Algier und Constantine
Die algerischen Straßenbahnen Algier und Constantine erhielten bis 2013 als Erstausstattung noch Citadis 402, die nicht in Algerien gefertigt wurden. Ab 2015 erhielt Constantine zusätzlich zu den ersten 27 Fahrzeugen 24 Wagen von Cital. Diese Stückzahl dieser zweiten Serie wurde bereits unter Berücksichtigung von Netzerweiterungen bemessen, die jedoch auch zehn Jahre später noch nicht vollständig realisiert waren. Somit werden in Constantine nicht alle Fahrzeuge benötigt. Da in Algier der Bedarf höher ist, sind seit 2024 zunächst zwei Fahrzeuge bis auf Weiteres in Algier statt Constantine im Einsatz. Drei bis vier weitere Fahrzeuge sollen folgen (Stand März 2025).

### Barcelona

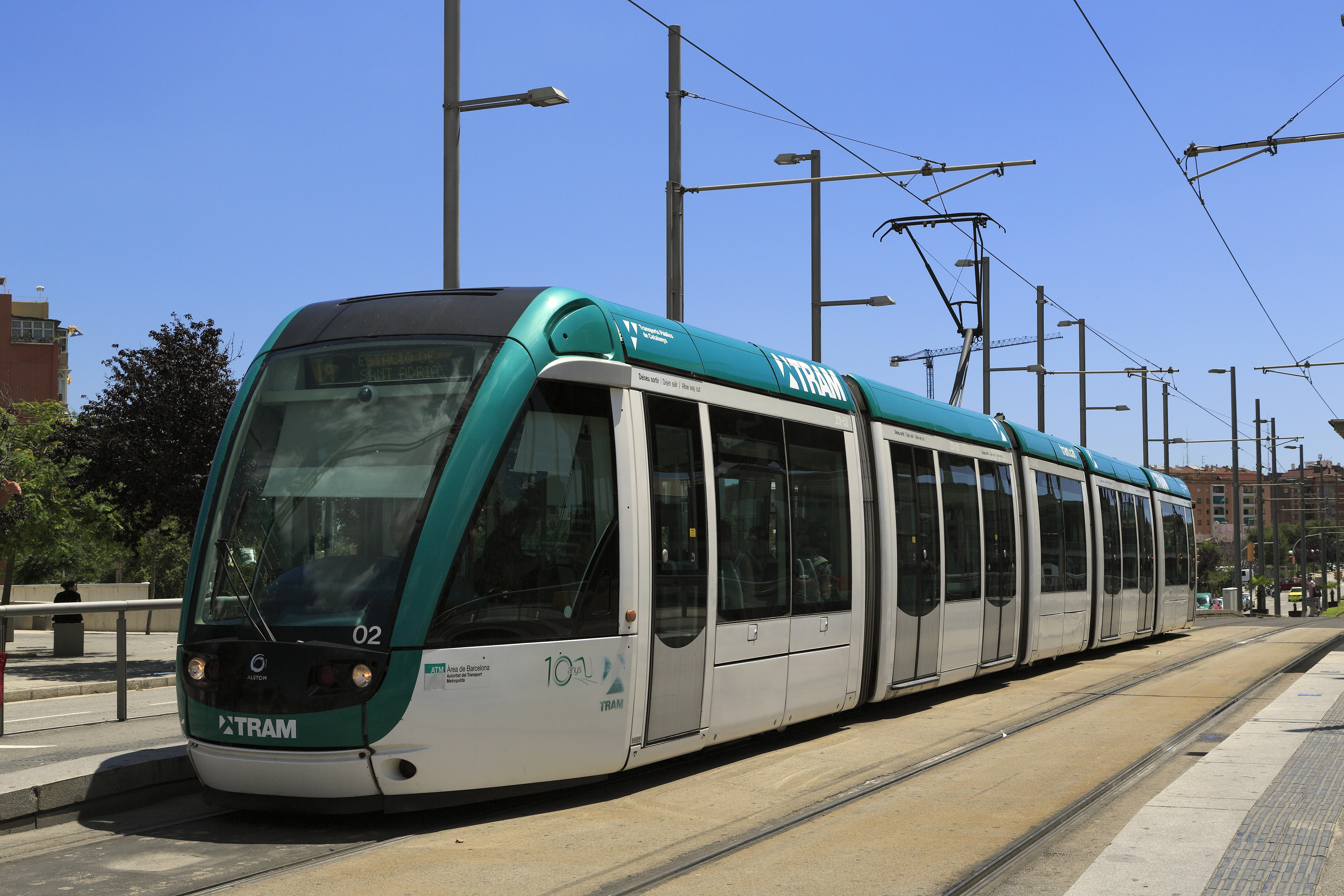
Citadis 302 in Barcelona

Für die beiden neu angelegten Straßenbahnnetze Trambaix und Trambesòs in Barcelona wurden zunächst 2003 bis 2004 insgesamt 37 Citadis 302 ausgeliefert, davon 19 für Trambaix und 18 für Trambesòs. 2011 kamen vier weitere Wagen für Trambaix hinzu. Die Trambaix-Wagen wurden als Baureihe 111 in das lokale Bezeichnungssystem eingeordnet, die Trambesòs-Wagen als Baureihe 211. Weil auf einer 2024 eröffneten Streckenverlängerung des Trambesòs-Netzes APS zur Anwendung kommt, wurde für die 18 Wagen dieses Netzes 2022 eine entsprechende Nachrüstung beauftragt.

### Bordeaux

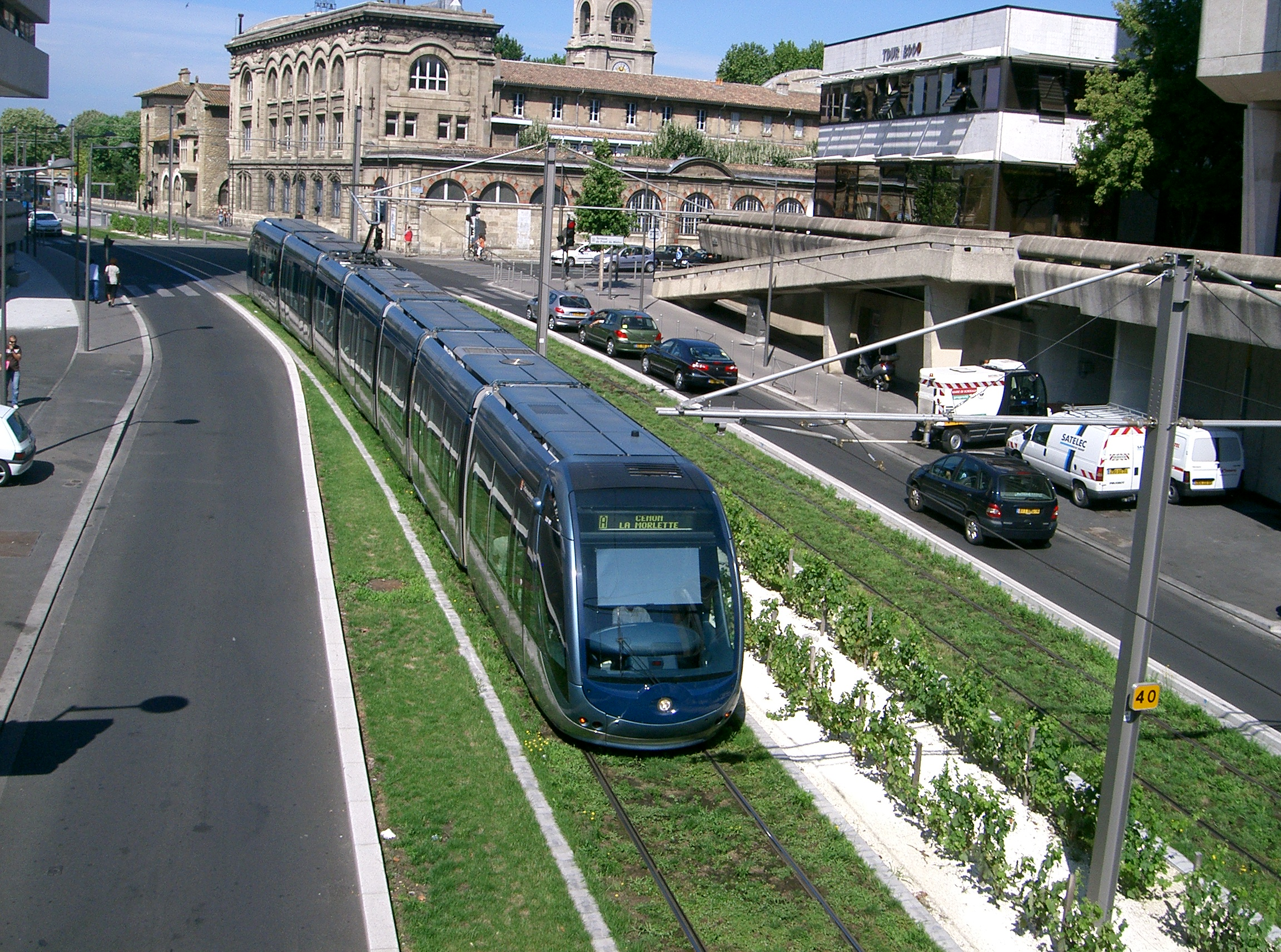
Citadis 402 in Bordeaux

Zur Eröffnung des ersten Betriebs mit Anwendung des APS-Systems wurden 2002 zunächst 32 Citadis 402 und sechs Citadis 302 geliefert. Von 2003 bis 2020 kamen insgesamt 86 Citadis 402 hinzu, 2005 außerdem sechs Citadis 302, so dass insgesamt 130 Wagen im Einsatz sind. Die 62 bis 2008 ausgelieferten Citadis 402 haben dabei im mittigen fahrwerkslosen Wagenteil nur eine Doppeltür je Seite. Die 56 Wagen, die seitdem folgten, weisen hingegen auch dort die übliche Türanordnung auf. Die Citadis 302 wurden zunächst auf der Linie C benötigt, da fünf Haltestellen der ersten Ausbauphase erst 2018 und 2019 für die Citadis 402 passend verlängert wurden.
Die Fahrzeuge erhielten gegenüber zuvor gelieferten Serien anderer Städte zusätzliche geräuschdämmende Elemente, zum Beispiel eine doppelte Verkleidung des Gelenks. Ab der zweiten Lieferserie kam es zu einer geringfügigen Anpassung des Frontdesigns. Kleine Glasplatten an den unteren Ecken der Front ging bereits bei kleineren Verkehrsunfällen schnell kaputt und wurden deshalb durch schwarze Metallplatten ersetzt.

### Brasília
2009 erhielt Alstom einen Auftrag über 16 Citadis 402 für ein neues Straßenbahnsystem in Brasília. Dieses wurde jedoch schließlich nicht umgesetzt und die Bestellung 2011 storniert.

### Brest und Dijon

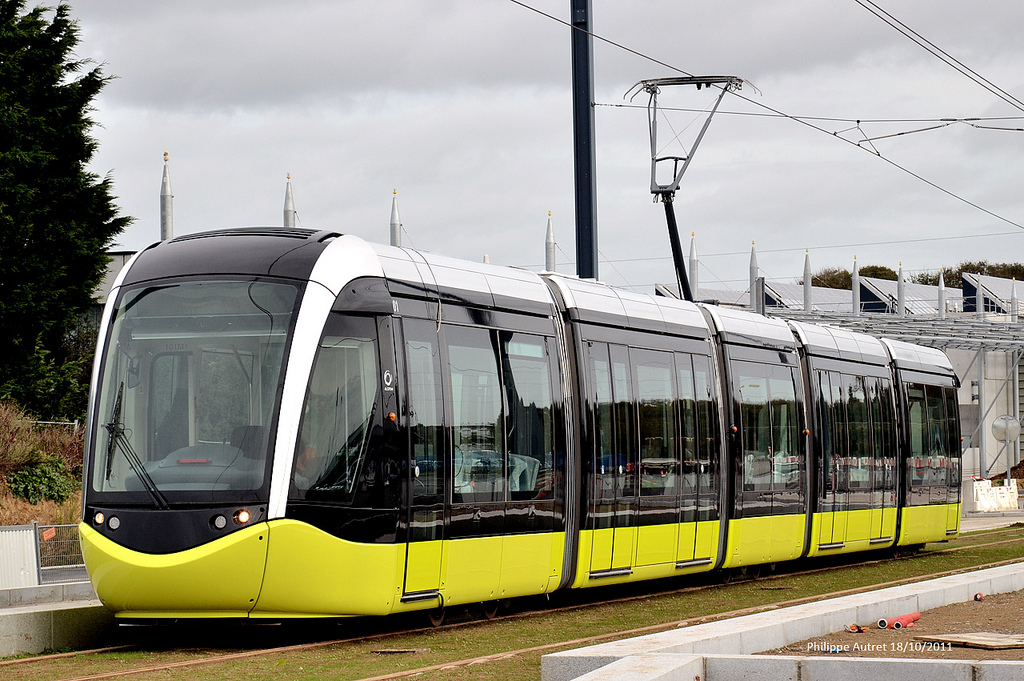
Citadis 302 in Brest

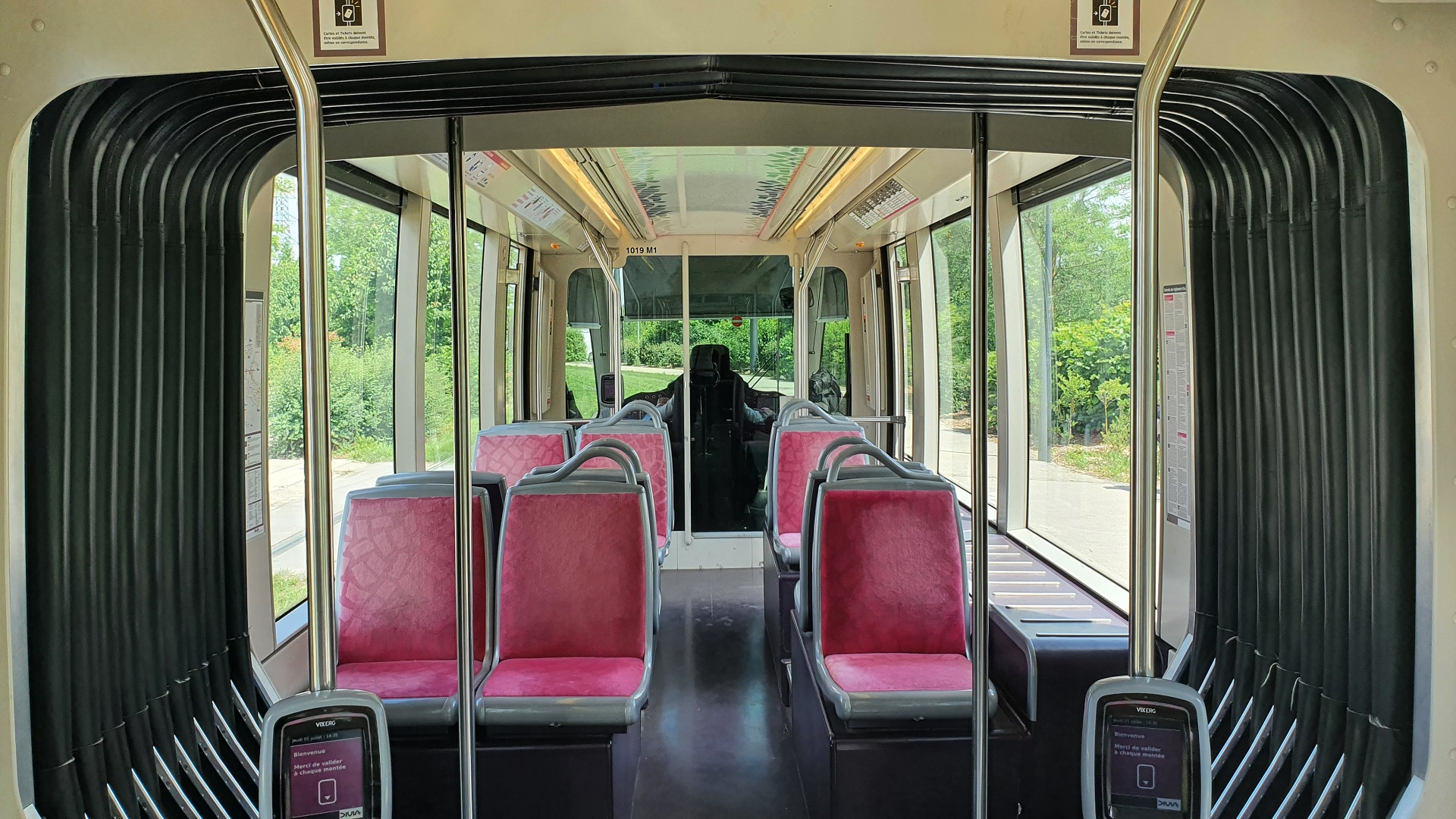
Fahrgastraum eines Citadis 302 in Dijon

Für die Straßenbahnen Brest und Dijon wurden als Erstausstattung gemeinsam 53 Citadis 302 beschafft, die sich nur durch die Farbgebung unterscheiden. Die 20 gelbgrün lackierten Wagen für Brest wurden 2011 bis 2012 ausgeliefert, die 33 pink lackierten Exemplare für Dijon anschließend 2012 bis 2013. Ungewöhnlich ist, dass über den Fahrwerken auf einer Seite des Gangs nur Einzelsitze angeordnet sind.

### Dublin

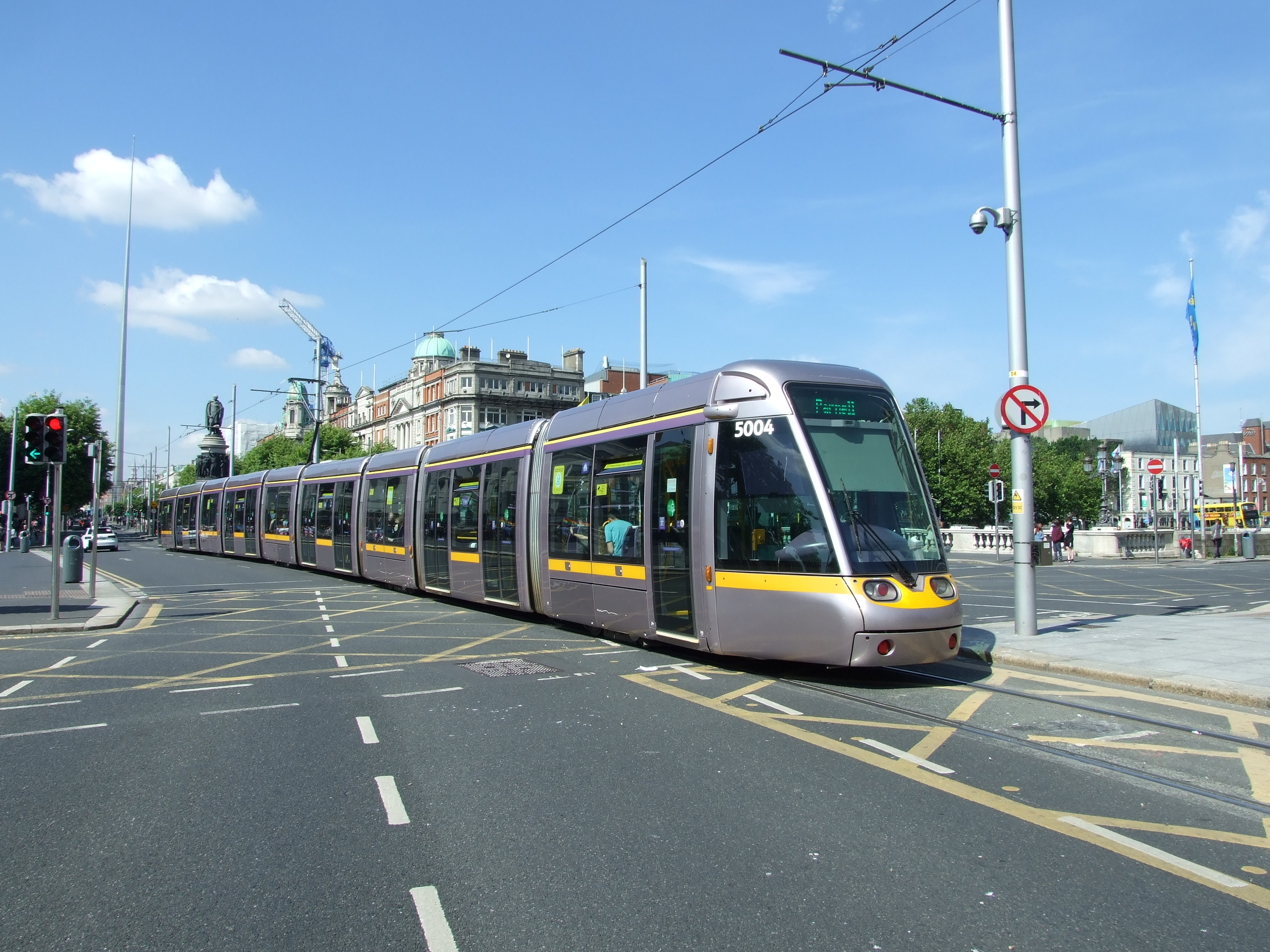
Citadis 502 in Dublin

Zur Fuhrparkerweiterung der Straßenbahn Dublin wurden nach den Citadis 301 und 401 zunächst 26 Citadis 402 beschafft, deren Auslieferung 2009 bis 2010 erfolgte. Im Rahmen des weiteren Netzausbaus und zur Kapazitätssteigerung folgten von 2017 bis 2021 insgesamt 15 Wagen der für keinen anderen Betrieb gebauten neunteiligen Variante Citadis 502. Auch die Citadis 402 wurden schließlich von 2019 bis 2021 entsprechend verlängert. Die Citadis 402 und 502 wurden bzw. werden nur auf der Green Line eingesetzt.

### Île-de-France
Für mehrere der Straßenbahnsysteme in der Île-de-France wurden verschiedene Citadis-302- und -402-Serien beschafft.
Für die Linie T2 wurden von 2002 bis 2015 insgesamt 66 Citadis 302 in der Breite von 2,40 Metern ausgeliefert. Dort ersetzten sie nach und nach den gesamten ursprünglichen Fuhrpark und ermöglichten durch den bei französischen Straßenbahnen ansonsten nicht praktizierten Einsatz von Doppeltraktionen einen Kapazitätszuwachs. Die dafür installierten Scharfenbergkupplungen waren zunächst nicht abgedeckt. Im Zuge der Streckenverlängerung bis Palais des Expositions wurde die Verkleidung jedoch nachgerüstet. Aufgrund der Kupplungen liegt der Boden im Führerstand etwas höher als bei anderen Citadis 302. Nachdem im Februar 2018 zwei Wagen kollidierten, wurde eines der Fahrzeuge ausgemustert, um Ersatzteile zur Reparatur des anderen zu entnehmen. Weitere Citadis 302 in der gleichen Breite, aber mit einer anderen Frontform und ohne automatische Kupplungen wurden als Erstausstattung der Linie T7 und der Linie T8 gebaut. Die 19 Stück der T7 wurden 2012 bis 2013 ausgeliefert, die 20 Wagen der T8 folgten 2014. Im April 2024 kündigte Île-de-France Mobilités an, sieben der ihrerseits als TW10 bezeichneten Fahrzeuge der T7 und T8 neu der T2 zuzuordnen. Dies soll auf den Linien T7 und T8 nicht zu Einschränkungen führen.

In der Breite von 2,65 Metern sowie ebenfalls mit eigenem Design wurden außerdem von 2005 bis 2022 insgesamt 72 Citadis 402 für die Linien T3a und T3b ausgeliefert. Ab einer der späteren Teilserien wurde das Frontdesign etwas angepasst.

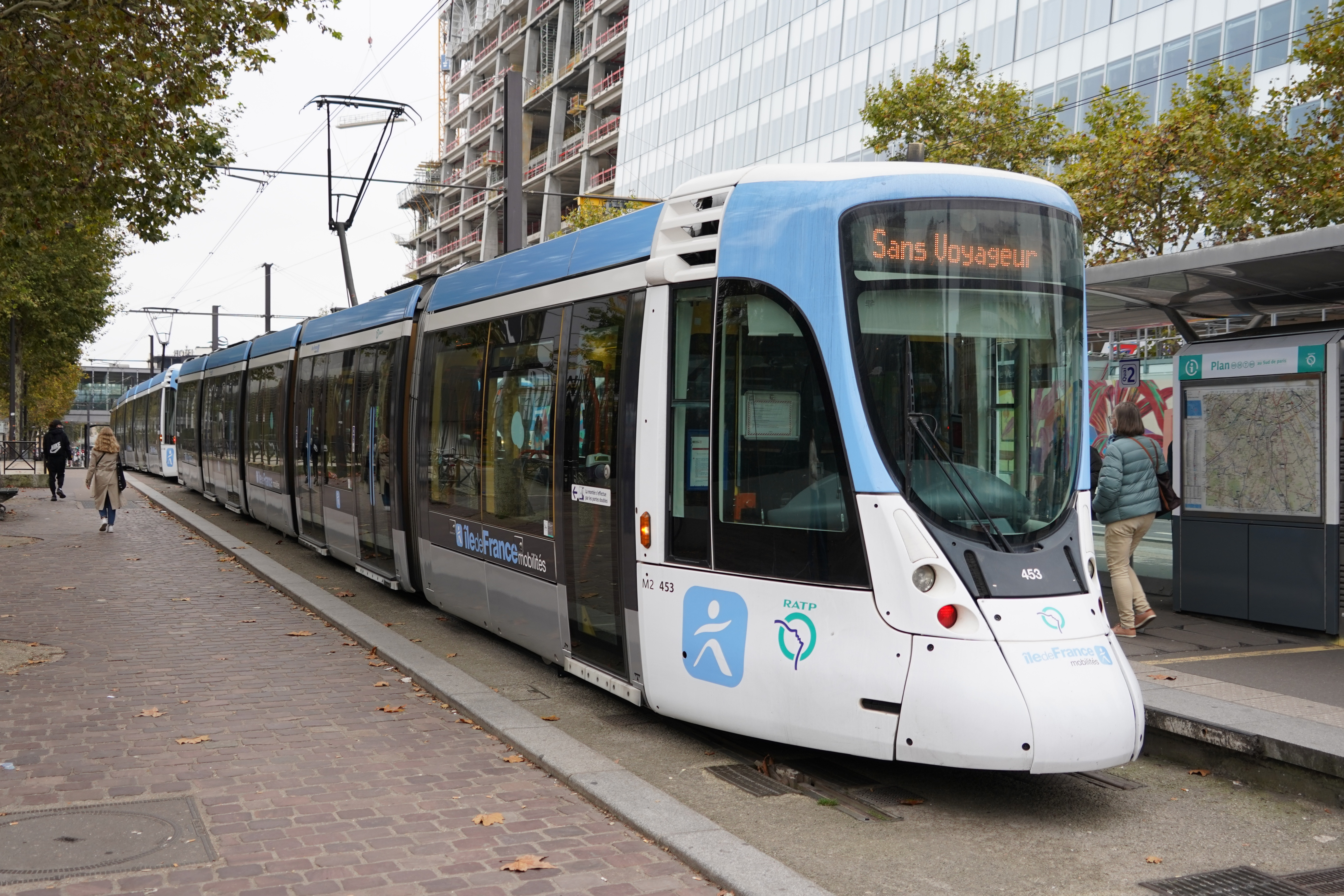
Citadis 302 der T2
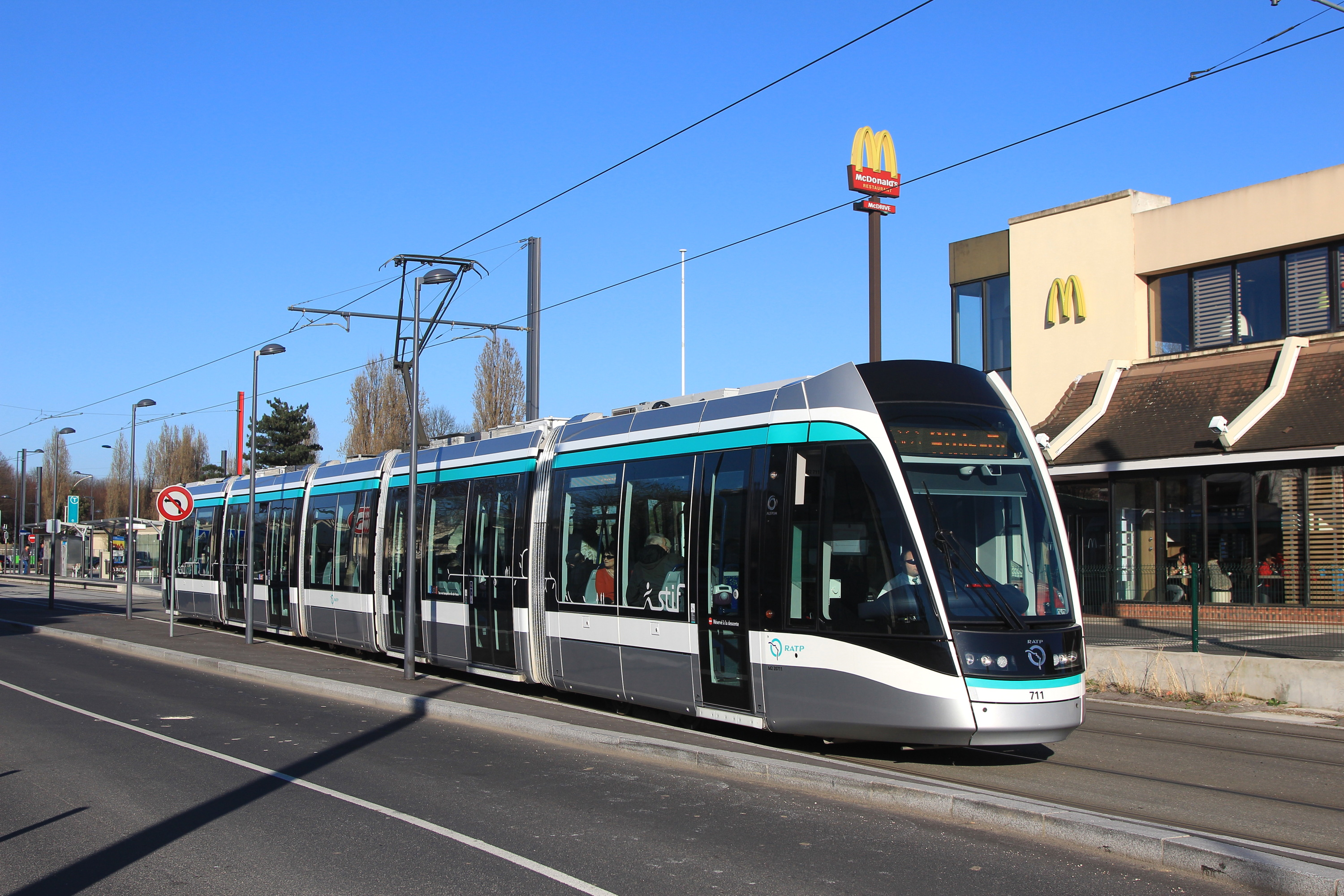
Citadis 302 der T7
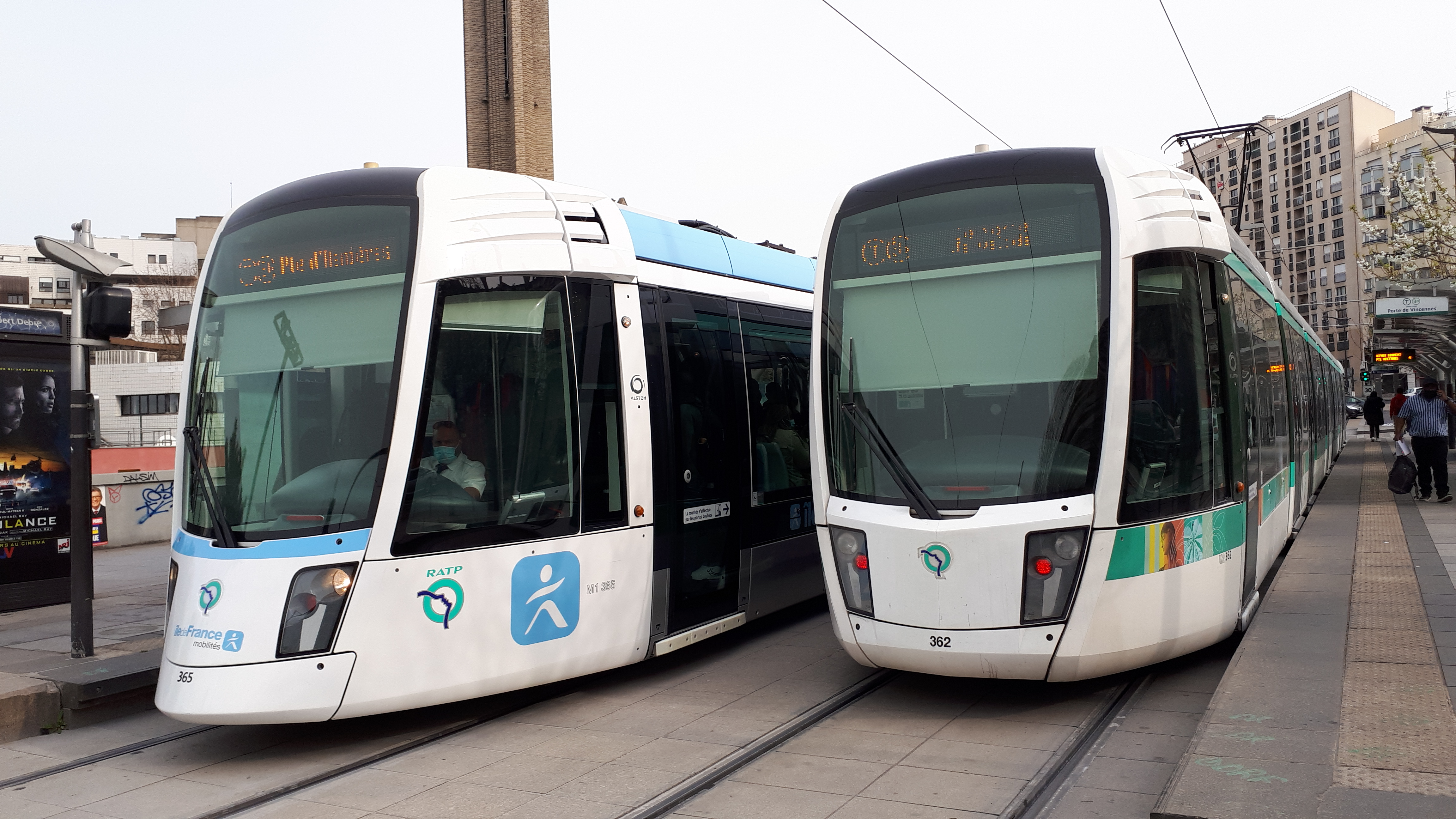
Citadis 402 der T3

### Le Mans

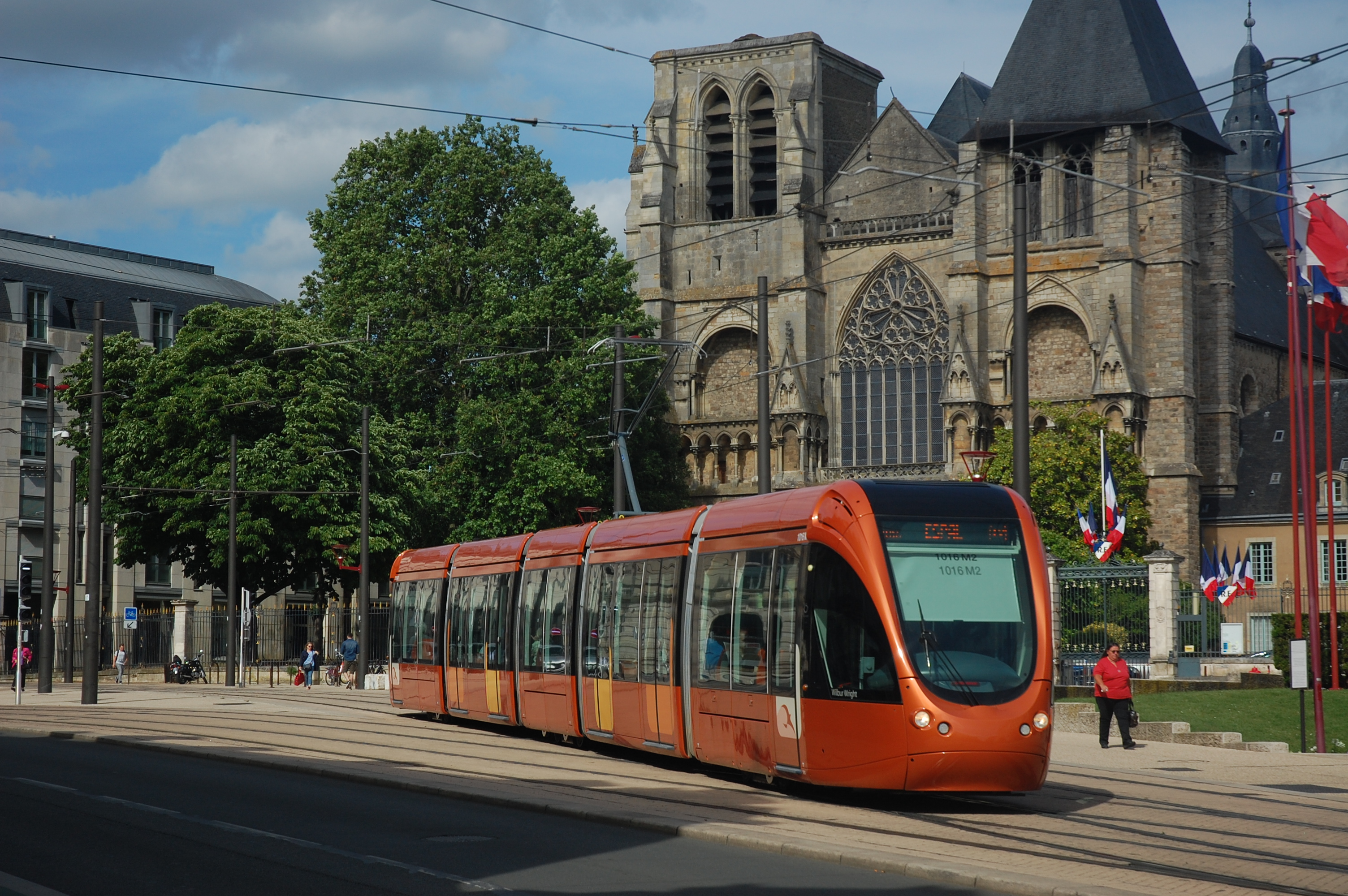
Citadis 302 in Le Mans

Zur Eröffnung der Straßenbahn Le Mans wurden zunächst 23 Citadis 302 von 2006 bis 2007 ausgeliefert. 2011 folgten drei weitere Wagen und 2014 im Zuge des weiteren Netzausbaus noch einmal acht Fahrzeuge. Um der Fahrgastnachfrage gerecht zu werden, wurde Alstom 2024 beauftragt, alle 34 Wagen zu Citadis 402 zu verlängern.

### Lyon

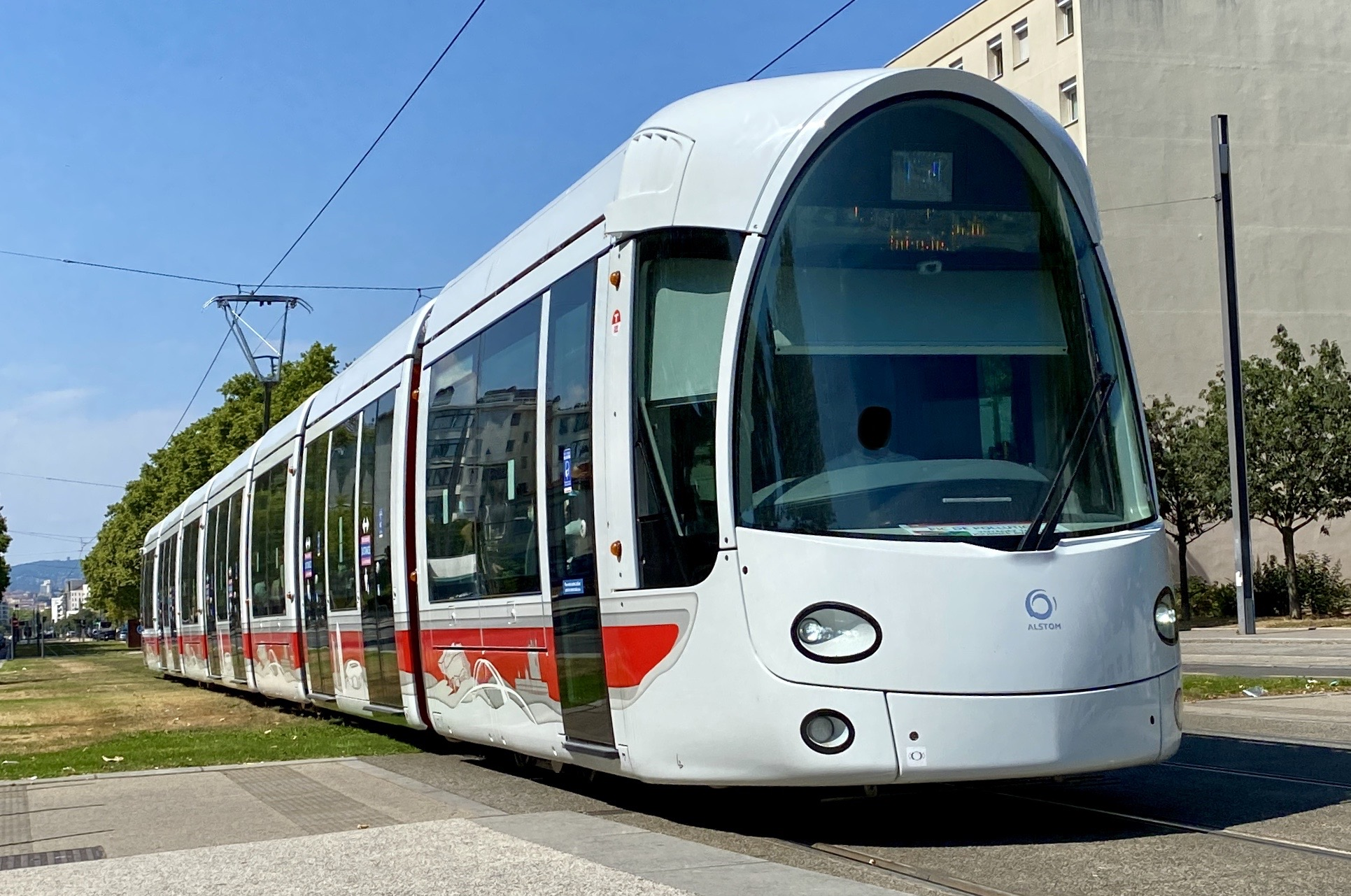
Citadis 402 NG in Lyon

Als erster Einsatzort dieses Fahrzeugtyps erhielt Lyon zunächst von 2000 bis 2010 insgesamt 73 Citadis 302. Die Möglichkeit zur Gestaltung einer eigenen Frontform führte dabei zu einem sehr charakteristischen, auf die Seidenraupe bezogenen Design. Damit wurde die in der Stadtgeschichte bedeutsame Seidenverarbeitung aufgegriffen. 19 von 2012 bis 2016 gelieferte Citadis 402 erhielten die gleiche Form. Von 2019 bis 2020 folgten 15 weitere Citadis 402 mit angepasster Formgebung, die auch als Citadis 402 NG bezeichnet werden. 35 weitere Citadis 402 NG wurden 2021 bestellt, ihre Auslieferung begann im Mai 2024.
Die Citadis 402 werden (Stand Januar 2022) nur auf den Linien T3, T4 und T7 eingesetzt. Der Einsatz auf den Linien T1 und T2 ist ebenfalls vorgesehen, erfordert jedoch zuvor die Verlängerung von Bahnsteigen. Für die Citadis 302 verbleiben dann alle anderen Linien bis auf den Rhônexpress als Einsatzgebiet.

### Madrid, Parla, Murcia, Adelaide, Jaén und Buenos Aires

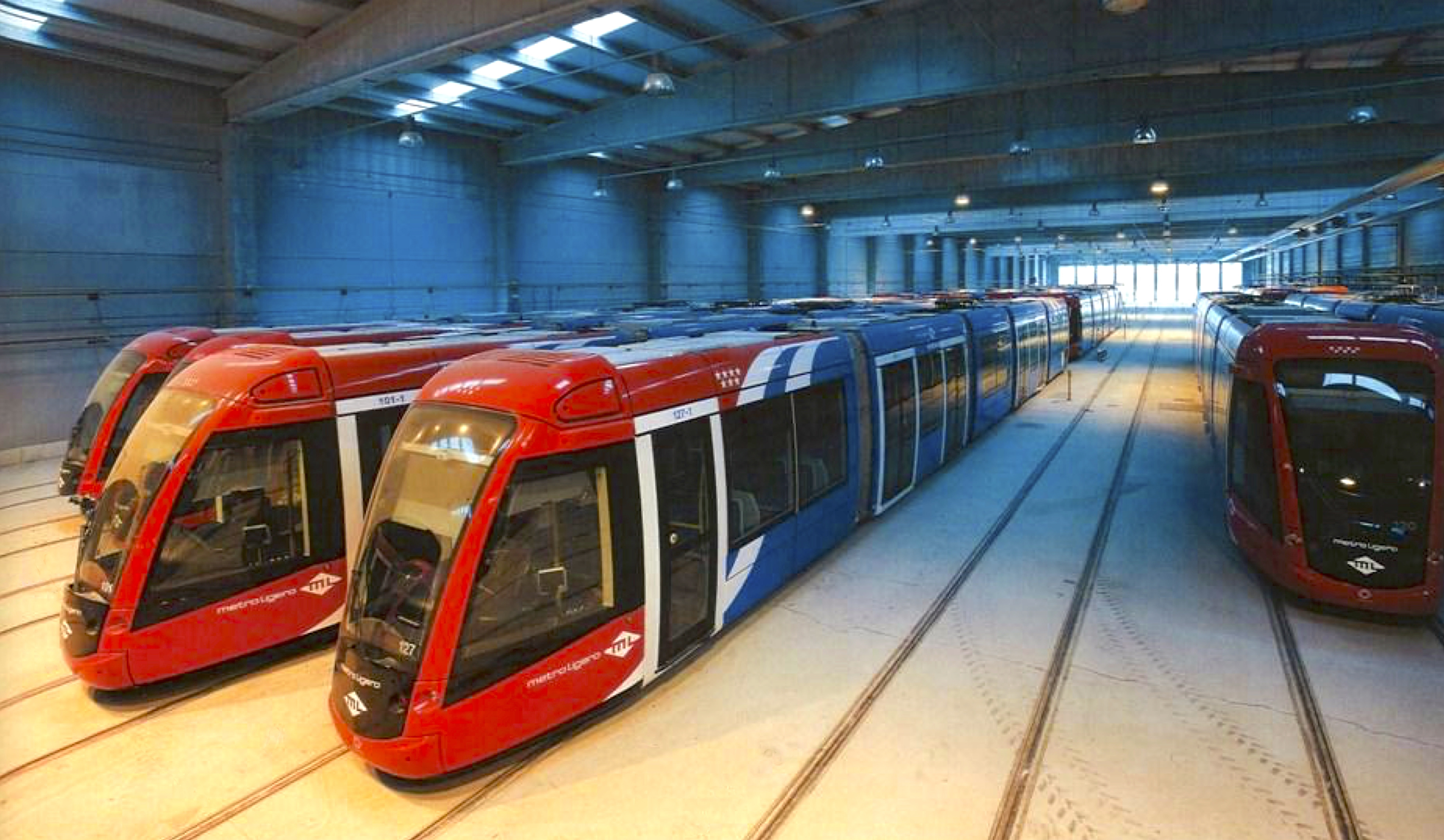
Citadis 302 der Stadtbahn Madrid in einer Abstellhalle

Für die Stadtbahn Madrid wurden als Erstausstattung 70 Citadis 302 beschafft, von welchen jedoch nur 35 Stück benötigt werden, weil der weitere Netzausbau nach den ersten drei Strecken unterblieb. Diese wurden 2006 bis 2007 ausgeliefert. Die übrigen Fahrzeuge wurden nach und nach an andere Betriebe verkauft, überwiegend als Erstausstattung neuer Netze in Spanien. Neun Fahrzeuge verblieben im Großraum Madrid und kommen seit 2007 bei der Straßenbahn Parla zum Einsatz. Ebenfalls 2007 gelangten zwei Fahrzeuge zur Straßenbahn Murcia, um den dortigen Probebetrieb durchzuführen. Für die Eröffnung des vollständigen Betriebs folgten 2010 und 2011 weitere neun Fahrzeuge. Ebenfalls 2010 und 2011 wurden fünf Fahrzeuge zur Straßenbahn Jaén geliefert, wo sie jedoch nur ungefähr zwei Wochen lang in den Fahrgasteinsatz gelangten, da der reguläre Betrieb schließlich nicht aufgenommen wurde.
Außerhalb Spaniens wurde ein Wagen ab 2007 im Zentrum von Buenos Aires auf der Tranvía del Este entlang des alten Hafengebietes Puerto Madero eingesetzt. 2012 wurde der Betrieb dieser Strecke jedoch eingestellt, weil  an ihrer Stelle die Schnellstraße Paseo del Bajo gebaut wurde und der Wagen verblieb ohne weiteren Einsatz an verschiedenen Orten in der Stadt. 2009 und 2017 gelangten insgesamt neun Fahrzeuge zum lange bestehenden Betrieb in Adelaide. Einer dieser Wagen war zuvor bei der Straßenbahn Stockholm auf den Linien 7 und 21 präsentiert worden. Auf der Linie 21 (Lidingöbanan) mit modernisierten Gleisanlagen zeigten sich gute Fahreigenschaften, auf der Linie 7 (Djurgårdslinie, damals reiner Museumsbetrieb) rumpelte und wankte das Fahrzeug jedoch deutlich.
Wegen der Tunnelabschnitte der Stadtbahn Madrid erhielten die Triebwagen Zugbeeinflussungseinrichtungen und entsprechen strengeren Brandschutzvorschriften.

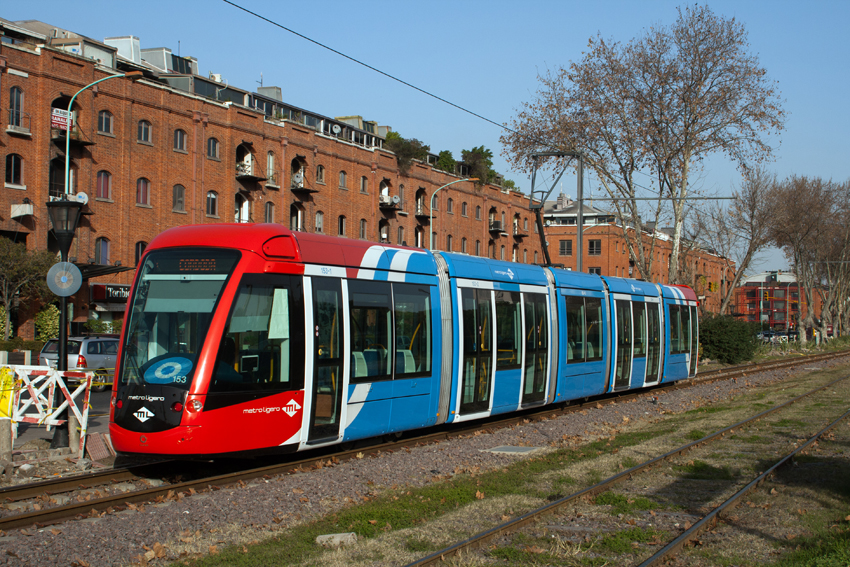
Citadis 302 (ex Madrid) in Buenos Aires

### Melbourne

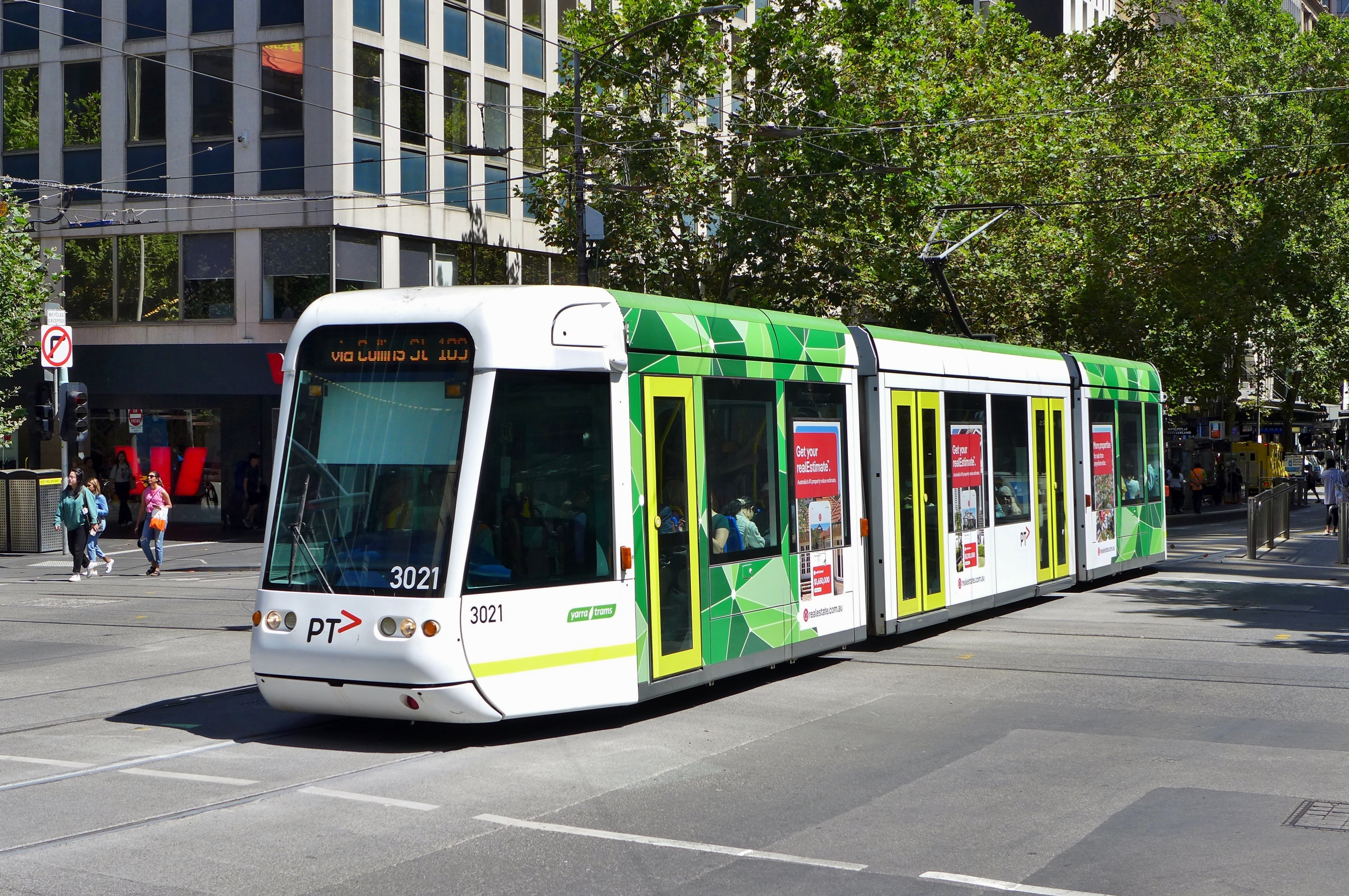
Citadis 202 in Melbourne

Im Jahr 2000 wurden für den Yarra-Trams-Teil der Straßenbahn Melbourne – der Betrieb war zu diesem Zeitpunkt auf zwei Unternehmen aufgeteilt – zunächst 31 Citadis 202 in der beschriebenen Sondervariante bestellt und als Klasse C in das lokale Bezeichnungssystem eingeordnet. Aus einer Option kamen fünf weitere Fahrzeuge hinzu. Die Präsentation des ersten fertigen Fahrzeugs im Alstom-Werk bei La Rochelle erfolgte Anfang Juni 2001, weniger als ein Jahr nach der Bestellung. Die Auslieferung erfolgte anschließend bis 2002. Die Wagen bedienen (Stand 2011) alle Fahrten der Linie 109 und einige Fahrten der Linie 48.
2008 kamen fünf Citadis 302 der Standardausführung gebraucht von der Straßenbahn Mülhausen hinzu, welche als Klasse C2 eingeordnet wurden. Damals wurde sowohl der Yarra-Trams-Teil der Straßenbahn Melbourne als auch die Straßenbahn Mülhausen von Transdev betrieben. Ursprünglich war der Einsatz dieser Wagen nur befristet vorgesehen, so dass die Wagen zunächst die gelbe Mülhäuser Lackierung behielten, woraus sich der Spitzname Bumblebee (Hummel) ergab. 2011 fiel schließlich der Entschluss, die Wagen dauerhaft in Melbourne einzusetzen. Sie bedienen (Stand 2011) üblicherweise die Linie 96.

### Montpellier

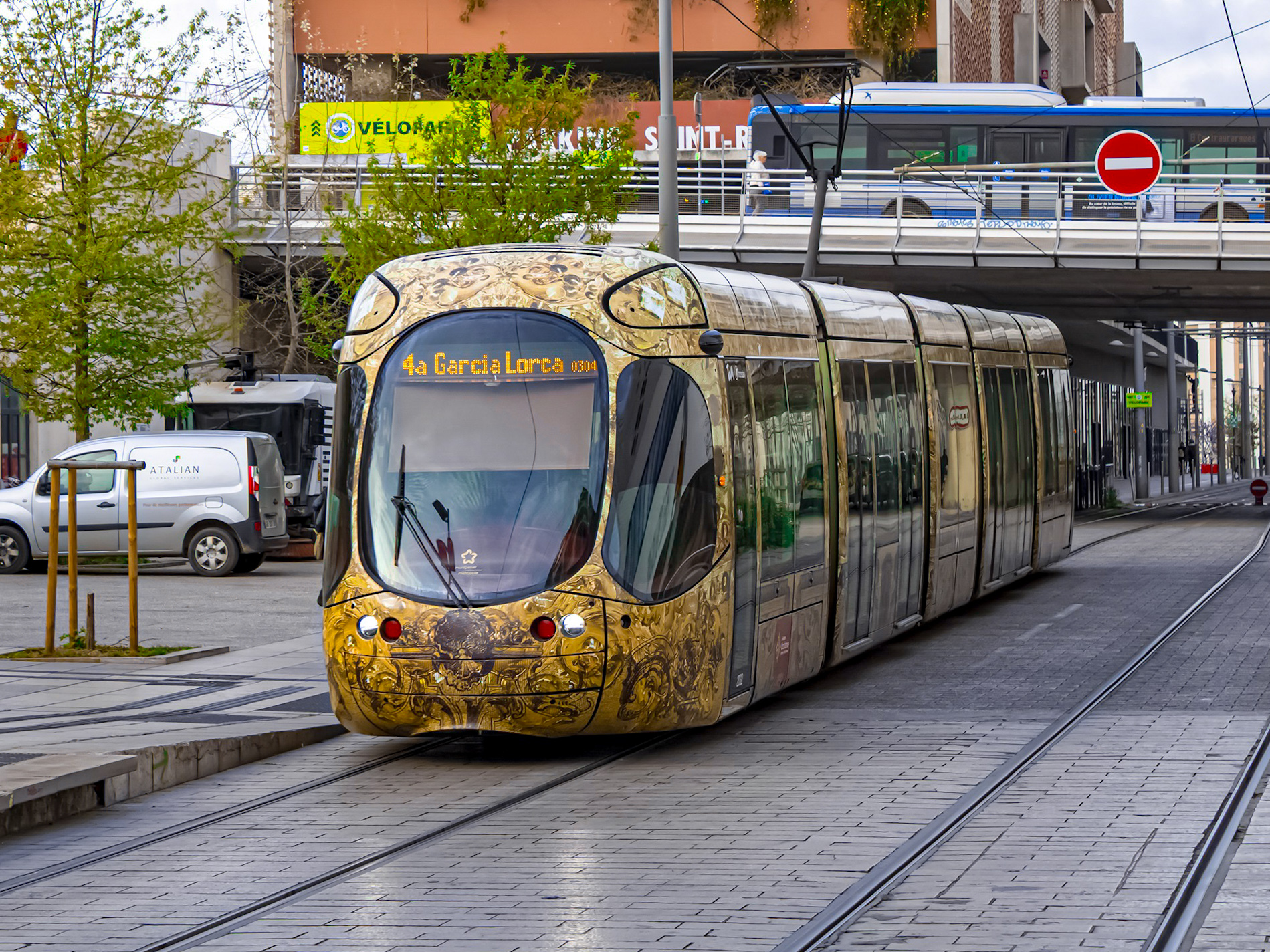
Citadis 302 in Montpellier (Design der Linie 4)

Im Rahmen des fortschreitenden Netzausbaus der Straßenbahn Montpellier wurden 27 Citadis 302 beschafft, deren Auslieferung 2006 bis 2007 erfolgte. Davon wurden zunächst drei Stück der Linie 1 und 24 der Linie 2 mit den entsprechenden Farbgebungen zugeordnet. 2012 wurden zehn Stück für die Linie 4 umgestaltet, darunter die drei zuvor auf Linie 1 eingesetzten Wagen. 2014 erhielten zwei zuvor der Linie 2 zugeordnete Fahrzeuge ein neutrales Design und werden seitdem frei auf Linie 2 oder 4 eingesetzt.
Von 2011 bis 2014 folgten 30 Citadis 402 mit einer anderen Frontform. Davon wurden drei Stück der Linie 1 zugeordnet, fünf der Linie 2 und 17 der Linie 3. Die restlichen fünf Stück erhielten das neutrale Design. Sie werden nicht auf der Linie 4 eingesetzt.

### Mülhausen

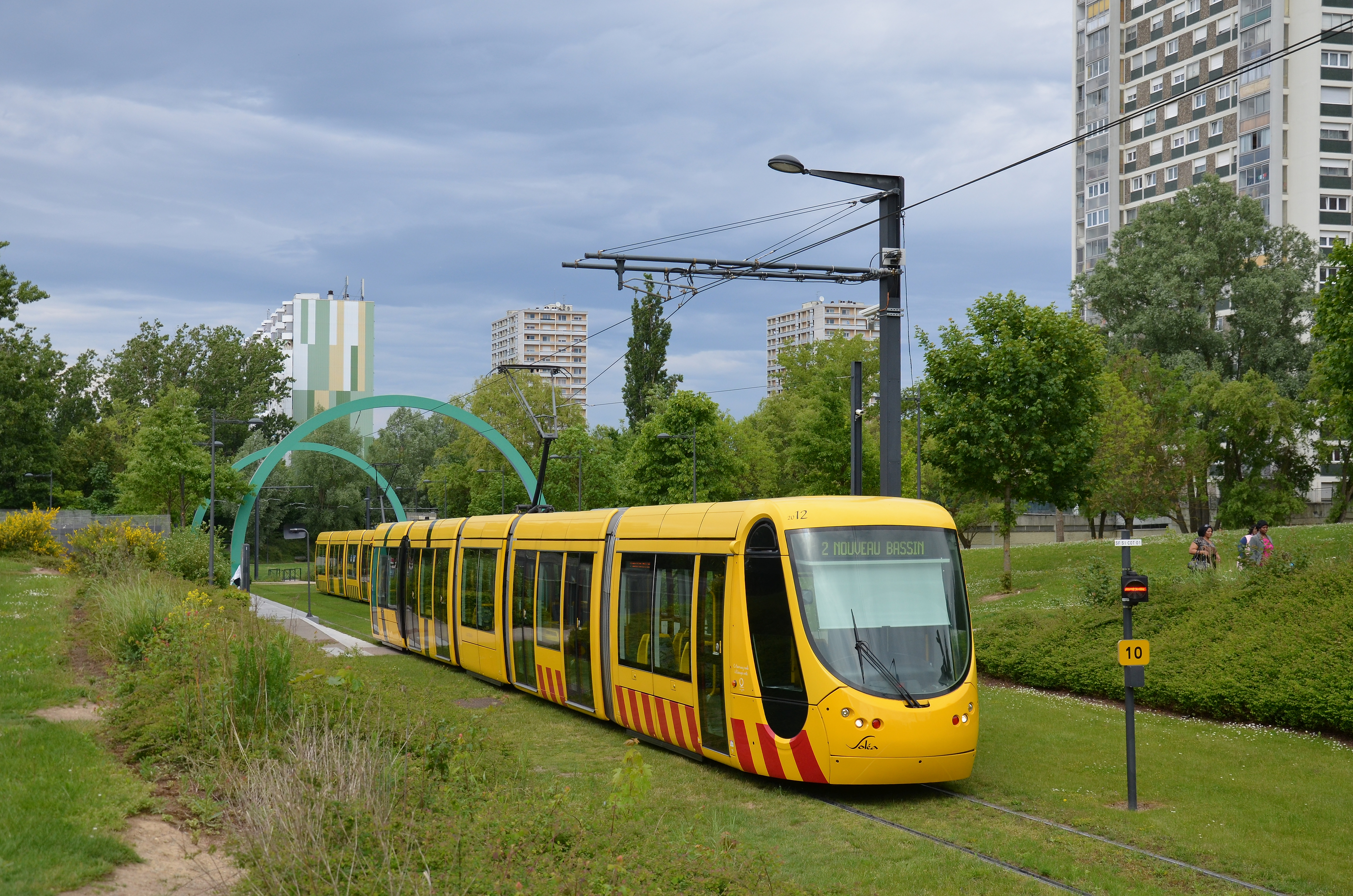
Citadis 302 in Mülhausen

Zur Eröffnung der Straßenbahn Mülhausen wurden 27 Citadis 302 beschafft, deren Auslieferung von 2004 bis 2005 erfolgte. Da der Ausbau des Netzes nicht im geplanten Umfang erfolgte, wurden jedoch 2008 fünf Stück zunächst befristet nach Melbourne abgegeben. Zuvor waren vorübergehend ein Wagen nach Utrecht und zwei nach Buenos Aires verliehen worden. In Buenos Aires verkehrten sie ab 2006 auf der Tranvía del Este in Puerto Madero, bevor der aus Madrid übernommene Wagen zum Einsatz kam.

### Nizza

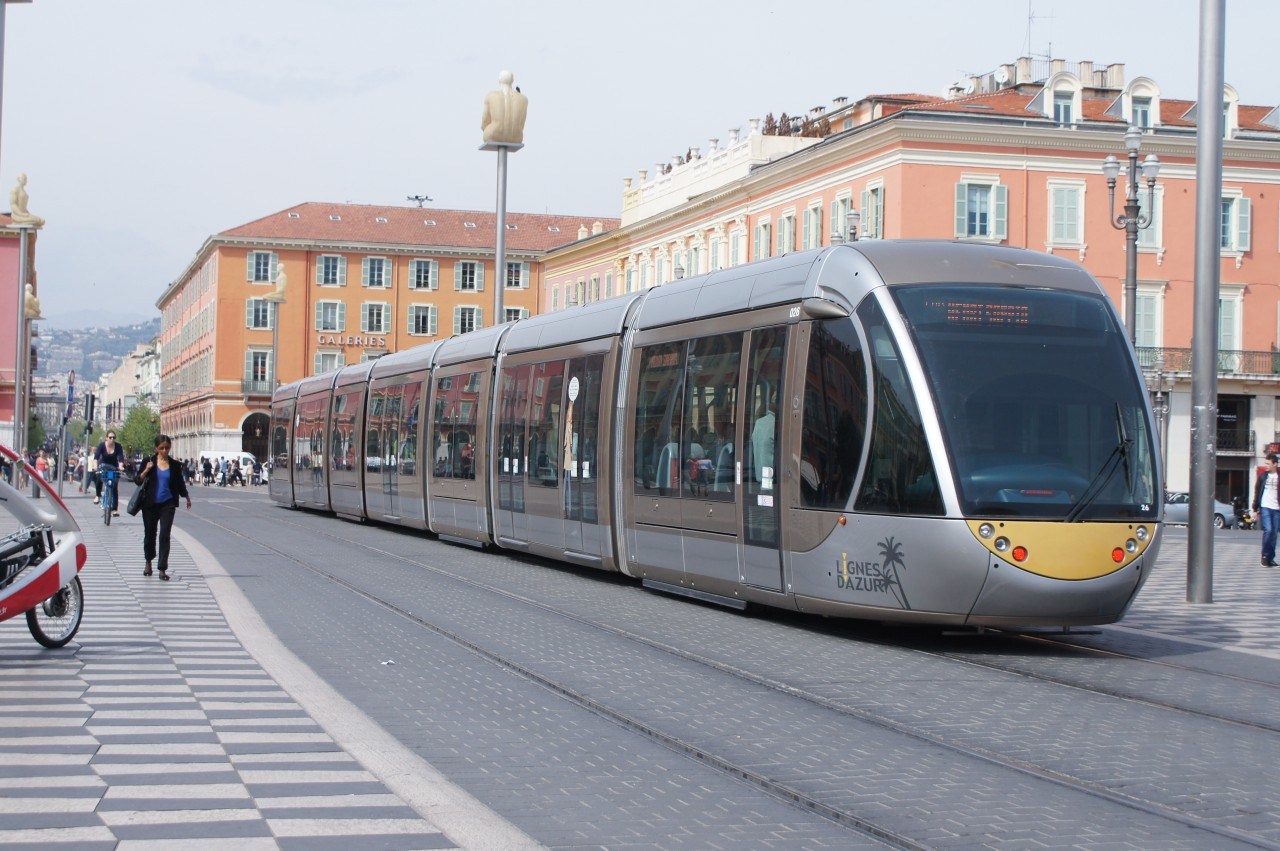
Citadis 402 in Nizza

Für die Straßenbahn Nizza wurden als Erstausstattung zunächst 20 Citadis 302 beschafft, deren Auslieferung von 2006 bis 2007 erfolgte. Zur Bedienung zweier oberleitungsfreier Abschnitte im Stadtzentrum erhielten sie Akkumulatoren. Um dem Fahrgastaufkommen gerecht zu werden, folgten 2010 acht weitere Citadis 302. Diese und sieben Wagen der ersten Serie wurden anschließend 2011 und 2012 zu Citadis 402 verlängert. Dies ist (Stand Januar 2022) auch für die restlichen 13 Wagen vorgesehen. Im mittigen fahrwerkslosen Wagenteil der Citadis 402 ist nur eine Doppeltür je Einstiegsseite angeordnet. Die Fahrzeuge kommen nur auf der Linie T1 zum Einsatz, für die als eigenständiges System errichteten Linien T2 und T3 mit fast vollständig oberleitungsfreier Strecke und Energiezuführung über kurze Bodenstromschienen sind sie nicht ausgerüstet.

### Oran
Die Straßenbahn Oran erhielt zunächst 30 Citadis 302 aus dem Alstom-Werk bei Barcelona. Cital fertigte 21 weitere Fahrzeuge, von denen jedoch nur 14 in den Jahren 2012 und 2013 ausgeliefert wurden. Die anderen sieben Fahrzeuge werden erst mit Erweiterungen des Netzes benötigt, deren Umsetzung jedoch zurückgestellt wurde. Sie verbleiben deshalb (Stand März 2025) im Herstellerwerk in Annaba. Bereits 2016, drei Jahre nach Betriebsaufnahme, wurde eines der von Alstom gefertigten Fahrzeuge nach einem Verkehrsunfall verschrottet.

### Orléans

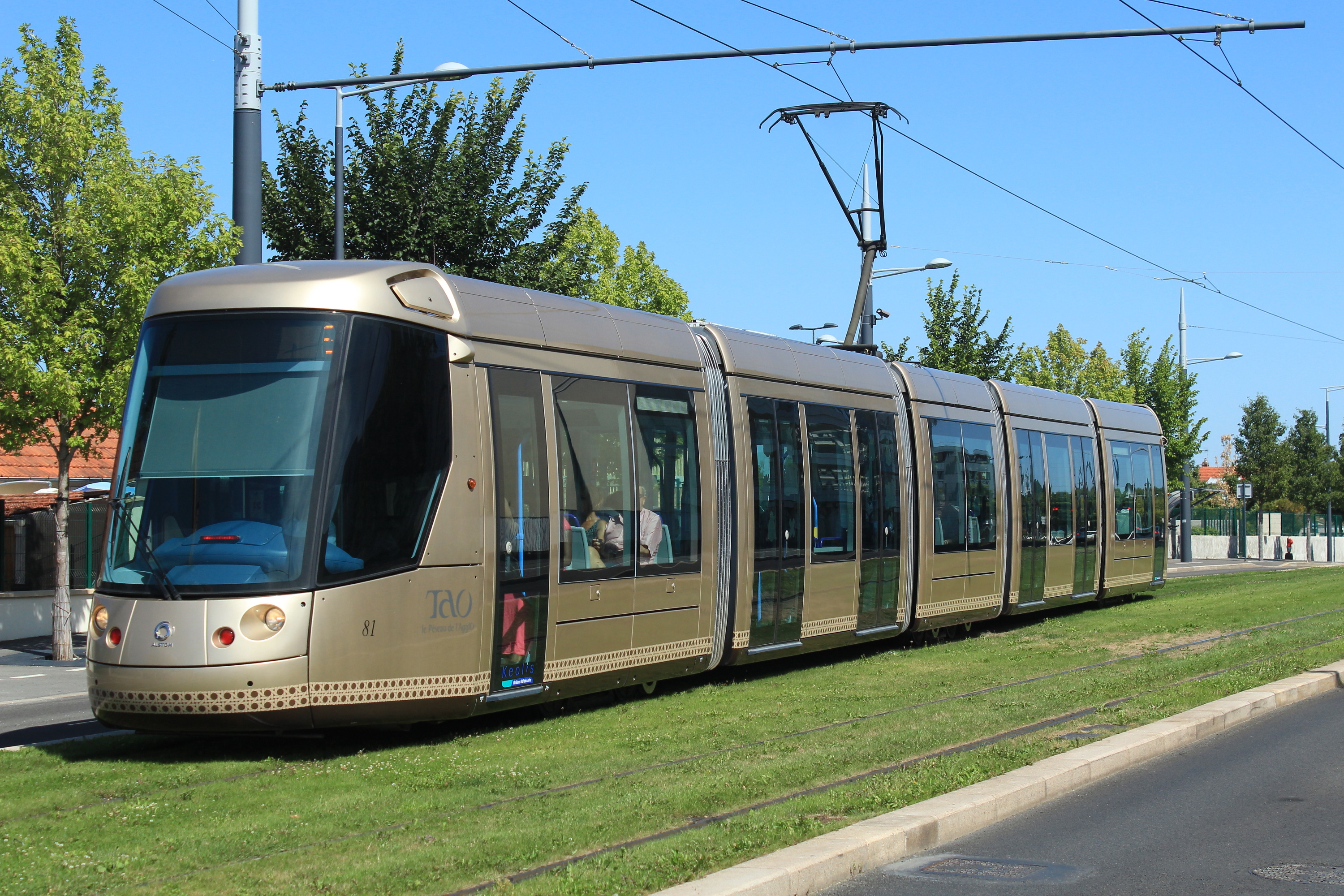
Citadis 302 in Orléans

Für den Ausbau der Straßenbahn Orléans wurden 21 Citadis 302 beschafft, deren Auslieferung von 2010 bis 2012 erfolgte. Sie sind in der Standardbreite von 2,40 Metern ausgeführt und damit etwas breiter als die zuvor beschafften Citadis 301, können aber dennoch im gesamten Netz eingesetzt werden. Zwingend benötigt werden die Citadis 302 jedoch auf der Linie B, da in deren Verlauf abschnittsweise APS verwendet wird und nur diese dafür ausgerüstet sind.

### Rabat-Salé

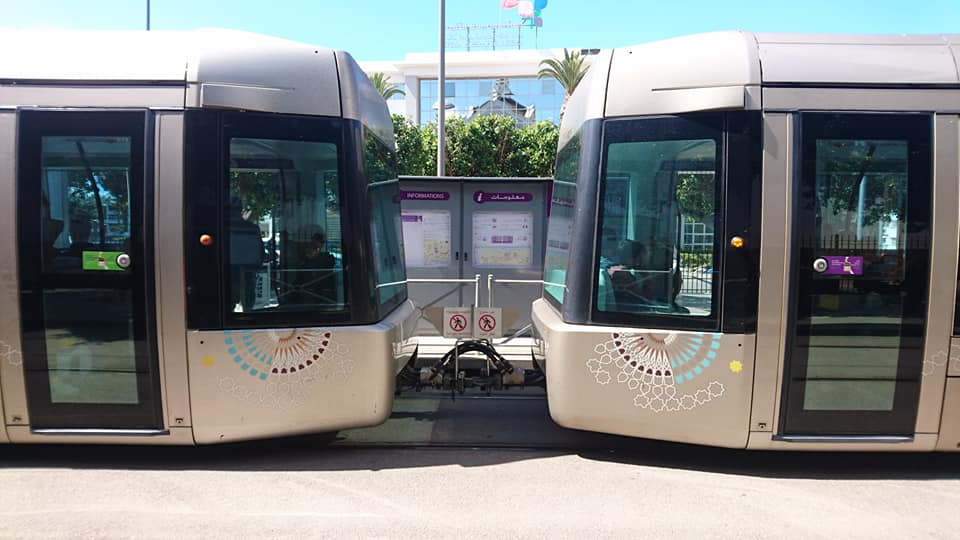
Gekuppelte führerstandslose Enden zweier Citadis 302 der Straßenbahn Rabat-Salé

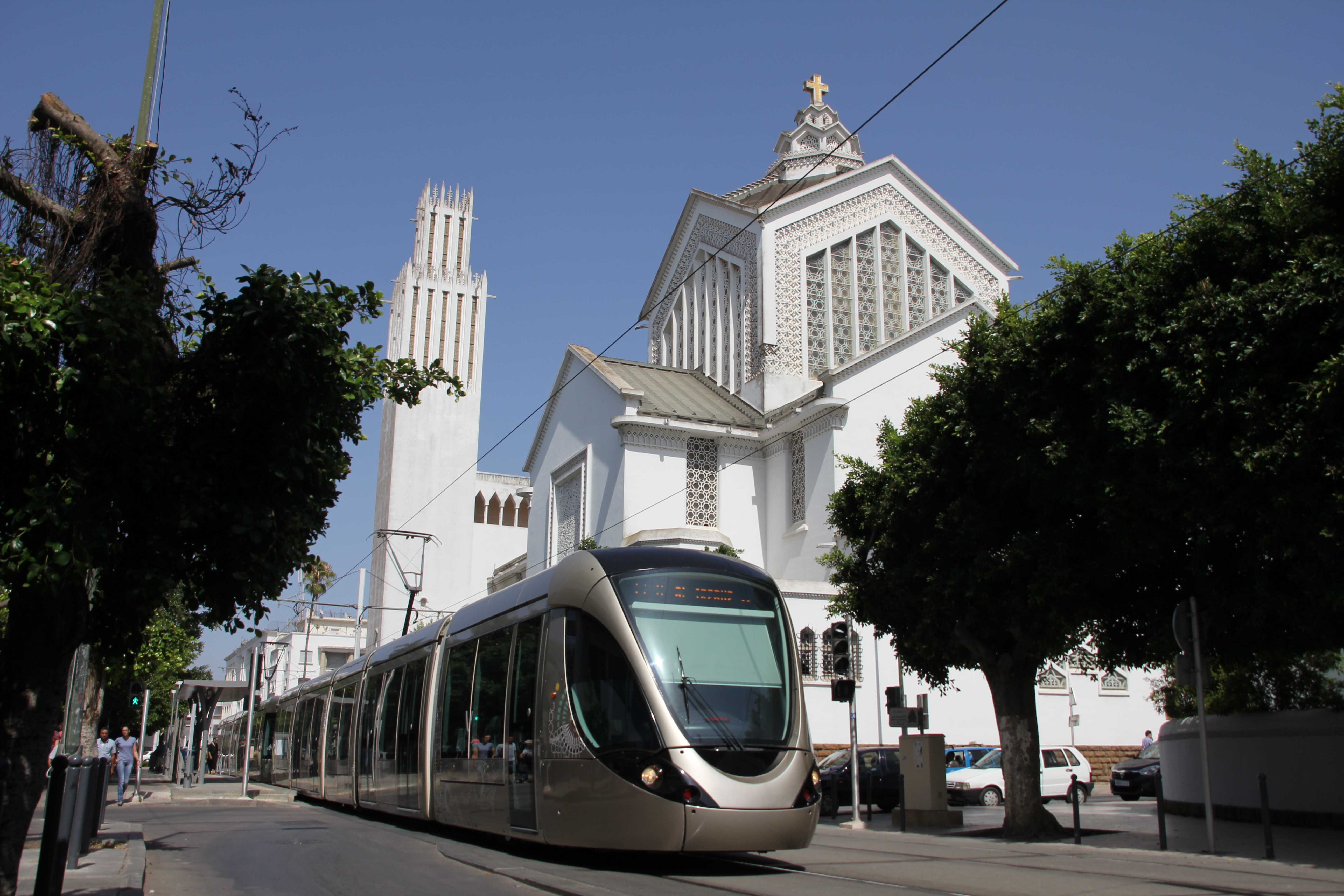
Citadis 302 in Rabat

Für die Straßenbahn Rabat-Salé wurden zunächst 44 Citadis 302 beschafft. 38 davon sind als unechte Zweirichtungswagen mit nur einem Führerstand ausgeführt und werden stets in Heck an Heck gekuppelten Doppeltraktionen eingesetzt, wie dies auch in Casablanca und Tunis praktiziert wird. Die sechs vollständigen Zweirichtungswagen werden ebenfalls nur selten einzeln eingesetzt. Im Rahmen des weiteren Netzausbaus und zur Bedienung des gestiegenen Fahrgastaufkommens wurden 2017 22 weitere Wagen bestellt.

### Rotterdam

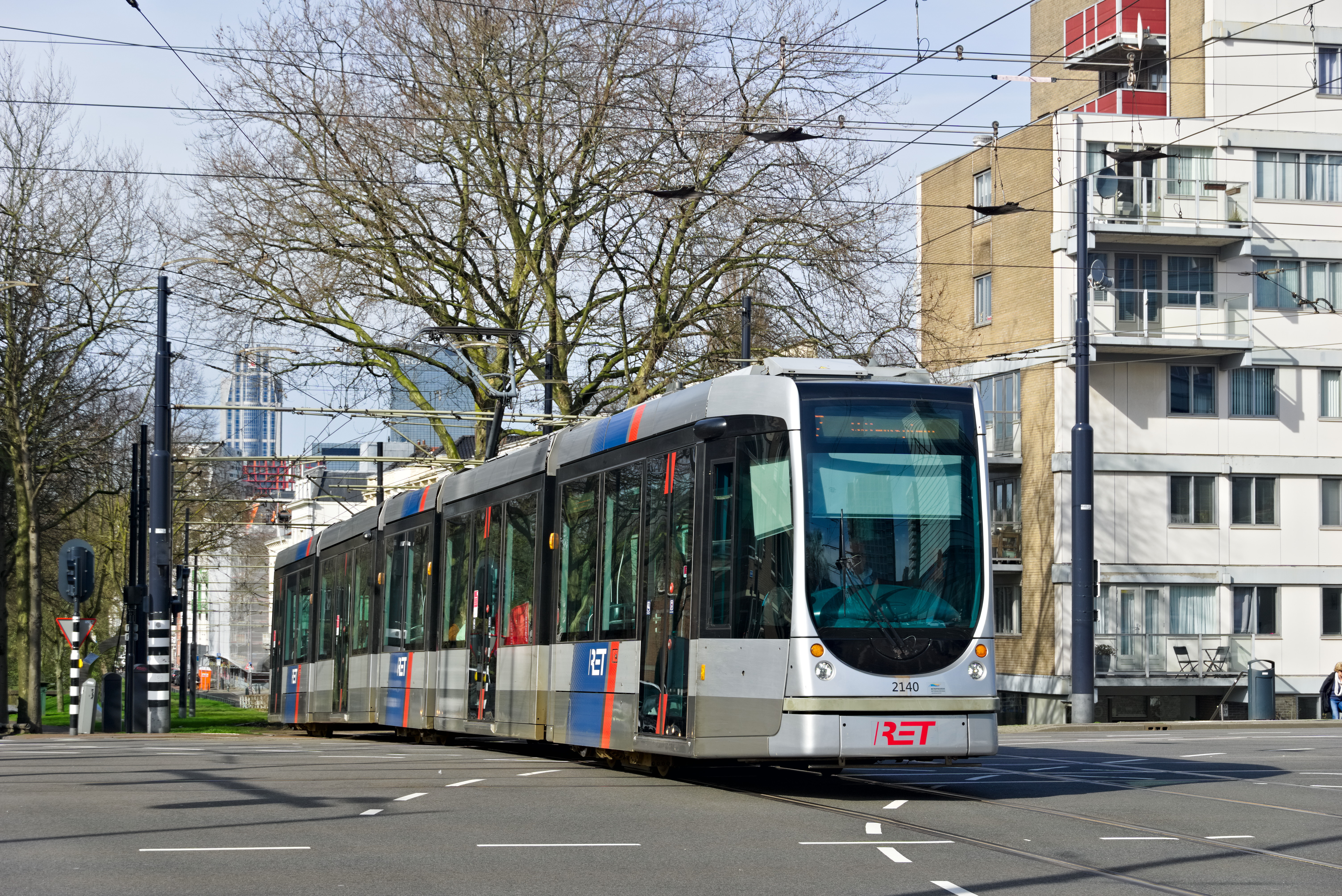
Citadis 302 in Rotterdam (zweite Serie)

Im Jahr 2000 bestellte der Verkehrsbetrieb RET zunächst 60 und optional 50 weitere Citadis 302 in der beschriebenen Sondervariante für die Straßenbahn Rotterdam, insbesondere die Strecken des TramPlus-Programms. Das Lastenheft für diese Beschaffung war ursprünglich gemeinsam mit dem GVB, dem Betreiber der Straßenbahn Amsterdam, entwickelt worden. Die Ausschreibung erfolgte jedoch getrennt. Nach der Evaluation der Angebote passte die RET das Lastenheft an und verlangte teils andere Abmessungen sowie insbesondere die Anordnung von Doppeltüren an den Wagenenden. Konkurrierende und dem Lastenheft entsprechende Angebote gab es von Adtranz (Fahrzeugtyp Incentro), Bombardier/ELIN (Cityrunner) und Siemens (Combino).
Die Auslieferung begann im November 2002 und im August 2003 gelangten die ersten fünf Fahrzeuge in den Fahrgastbetrieb. Ende September 2004 wurden die letzten Wagen der ersten Bestellung fertiggestellt, die Option für weitere Fahrzeuge blieb ungenutzt. Bei insgesamt guten Fahreigenschaften zeigte sich schnell ein sehr hoher Verschleiß an den Spurkränzen. Die Räder mussten bereits nach 6000 km ersetzt werden. Durch den Einbau einer Spurkranzschmierung und härtere Radbandagen konnte schließlich doch eine Laufleistung auf dem Niveau des Fahrzeugtyps ZGT6 erreicht und damit die vertragliche Bedingung erreicht werden. Als Ansatz für eine weitere Verbesserung wurde außerdem eine Ausrundung der Schienenköpfe im Streckennetz identifiziert. Auf vielen Strecken waren diese scharfkantig. Als weiteres Problem zeigte sich übermäßiges Quietschen sowie Rissbildung insbesondere in Teilen der hinteren Fahrwerke. Schließlich erhielten die Fahrzeuge verstärkte Endrahmenteile in den Fahrwerken sowie geänderte Getriebe.
Trotz der Probleme erhielt Alstom schließlich den Auftrag zum Bau einer zweiten Serie von 53 Fahrzeugen, die zur Erleichterung des freizügigen Einsatzes im Gesamtnetz 0,4 Meter kürzer ausgeführt wurden. Die ersten beiden Fahrzeuge wurden im Juni 2010 ausgeliefert.
Nach Unfällen wurden die unbeschädigten Teile zweier Fahrzeuge der ersten Serie neu zusammengesetzt, so dass daraus ein einsatzfähiger Wagen entstand und ein Wagen ausgemustert wurde.

### Tunis

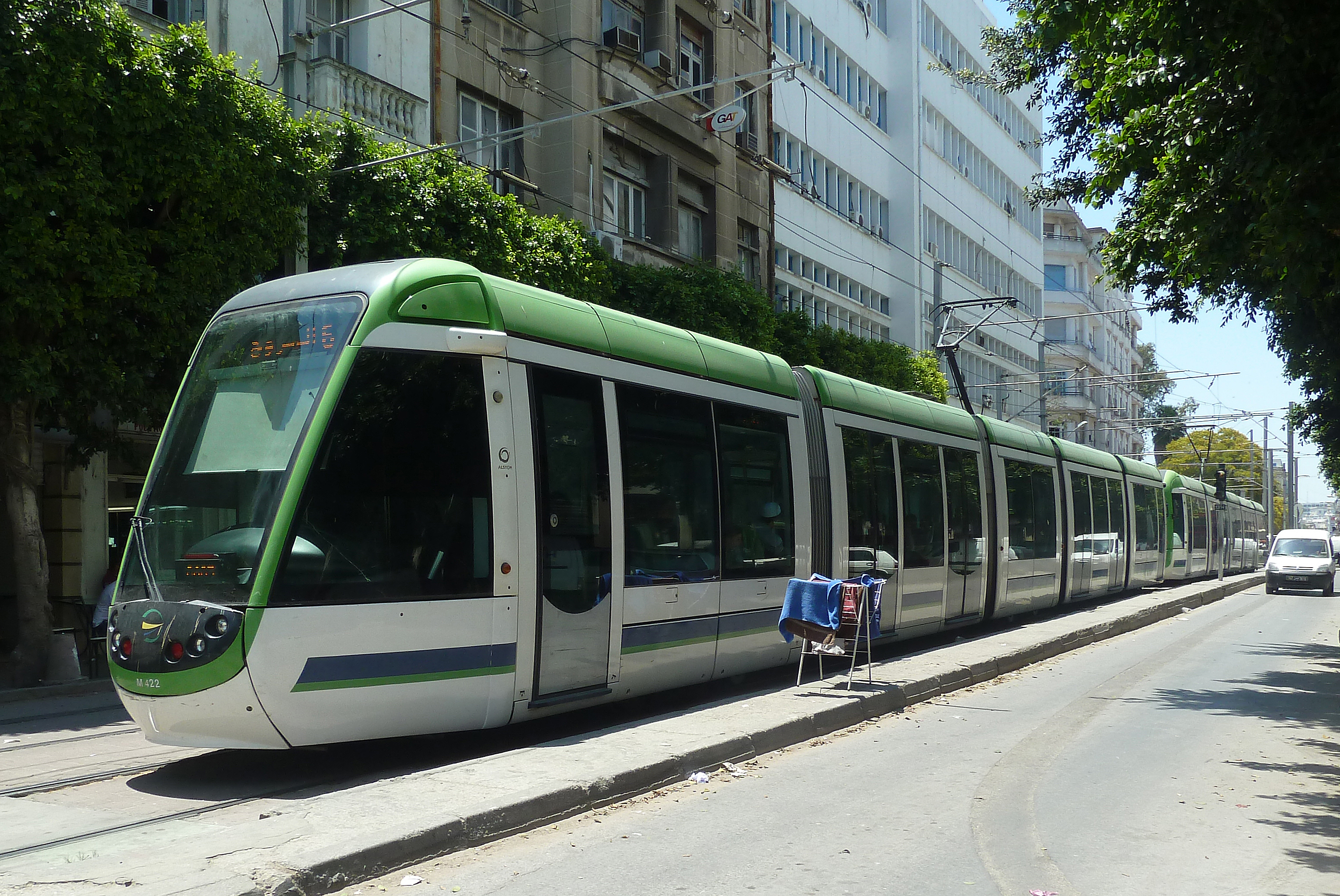
Citadis 302 in Tunis

Die 55 Fahrzeuge der Stadtbahn Tunis sind als unechte Zweirichtungswagen mit nur einem Führerstand ausgestattet und werden stets in Doppeltraktion eingesetzt. Da am Heck gekuppelt wird, können diese Züge dann wie vollständige Zweirichtungswagen genutzt werden. Als Kupplung wird eine einfache, permanente Stangenkupplung verwendet. Auf den teils bereits 1983 gebauten Strecken ergeben sich in der Geraden bei Geschwindigkeiten bis 60 km/h akzeptable Fahreigenschaften, wenn auch mit teils recht starkem Wanken. In verschlissenen Gleisbögen wirkt sich die Bauweise ohne Drehgestelle und Primärfederung jedoch deutlich negativ aus.

### Valenciennes

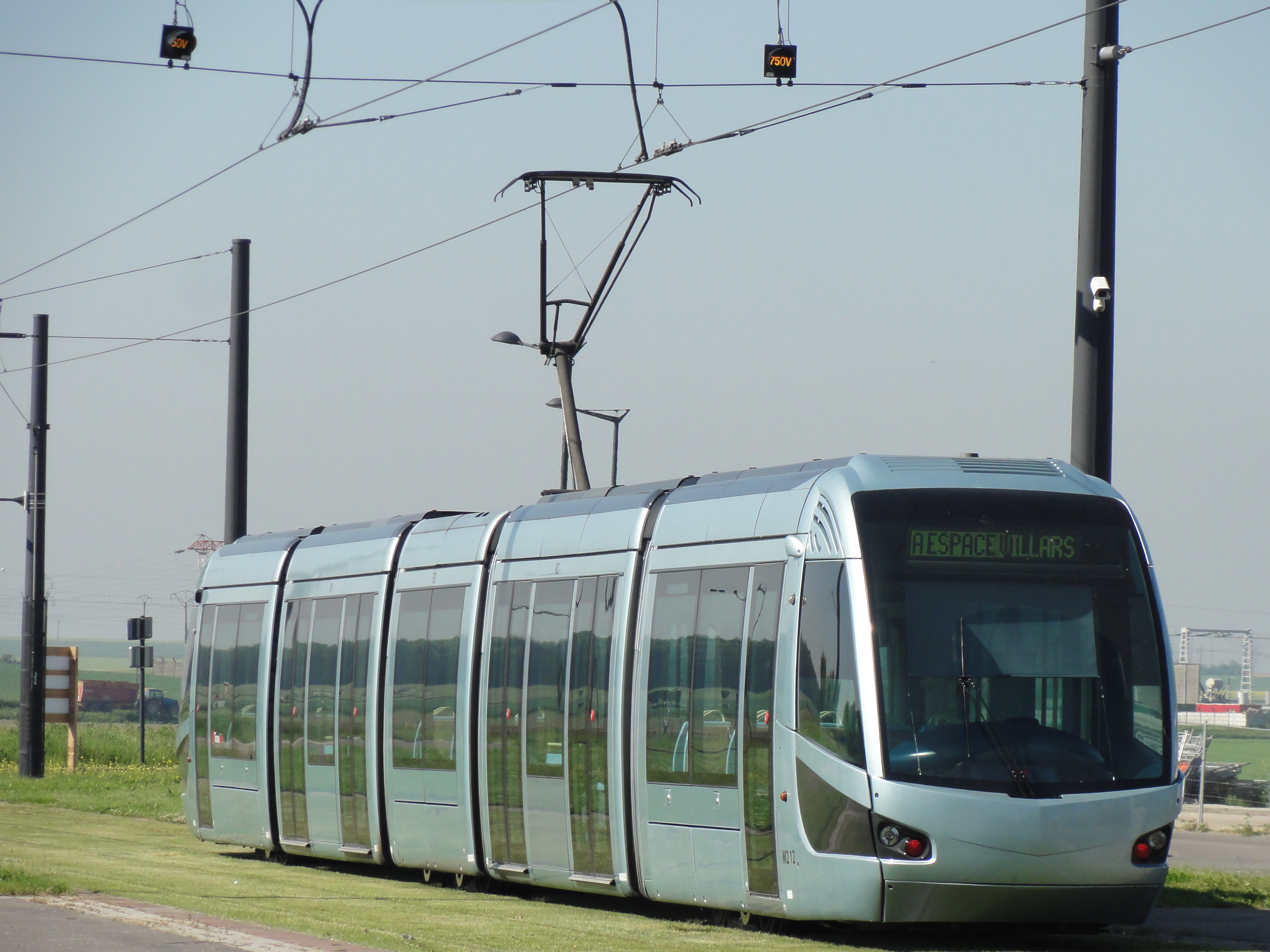
Citadis 302 in Valenciennes

Als Erstausstattung der Straßenbahn Valenciennes waren ursprünglich Wagen des Typs Citadis 301 bestellt worden. 2003 wurde der Auftrag jedoch auf Wagen des Typs 302 geändert, womit auch ein Längenzuwachs von ungefähr vier Metern einherging. Diese 21 Fahrzeuge wurden schließlich von 2005 bis 2006 ausgeliefert, 2013 kamen im Rahmen des weiteren Netzausbaus weitere neun Wagen hinzu.

### Übersicht

#### Citadis 202 mit Arpège-Fahrwerken
|                       | Anzahl | Auslieferung | Länge | Breite |        |
| --------------------- | ------ | ------------ | ----- | ------ | ------ |
| Arpège-Versuchsträger | 1      | 1999         | 15 m  | 2,40 m | [ 41 ] |

#### Citadis 302 mit Arpège-Fahrwerken
| Netz                            | Anzahl    | Auslieferung               | Länge    | Breite | Leermasse | Sitze | Stehplätze (4/m²) | Bemerkung |                             |
| ------------------------------- | --------- | -------------------------- | -------- | ------ | --------- | ----- | ----------------- | --- | --------------------------- |
| Straßenbahn Lyon                | 73        | 2000–2010                  | 32,33 m  | 2,40 m | 37,7 t    | 56    | 145               | | [ 19 ] [ 13 ]               |

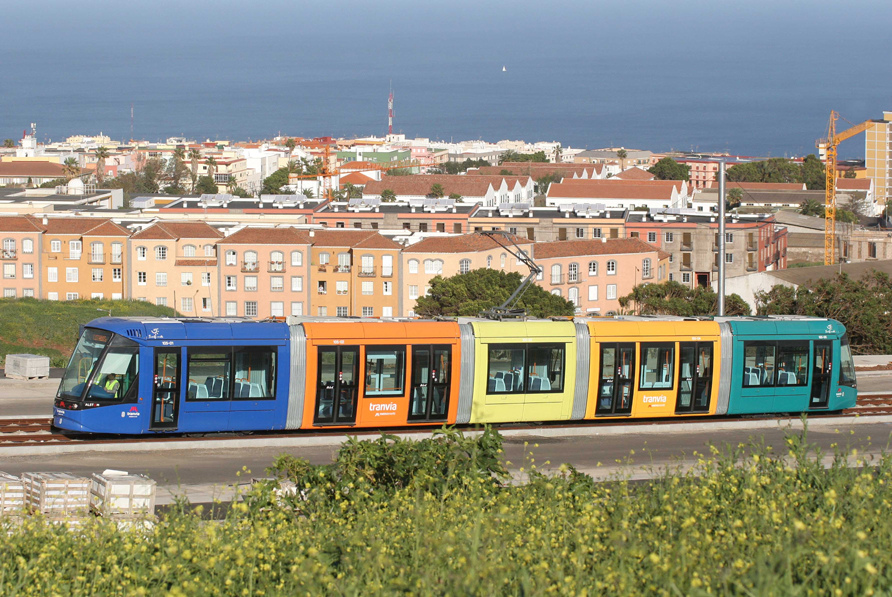
Citadis 302 auf Teneriffa

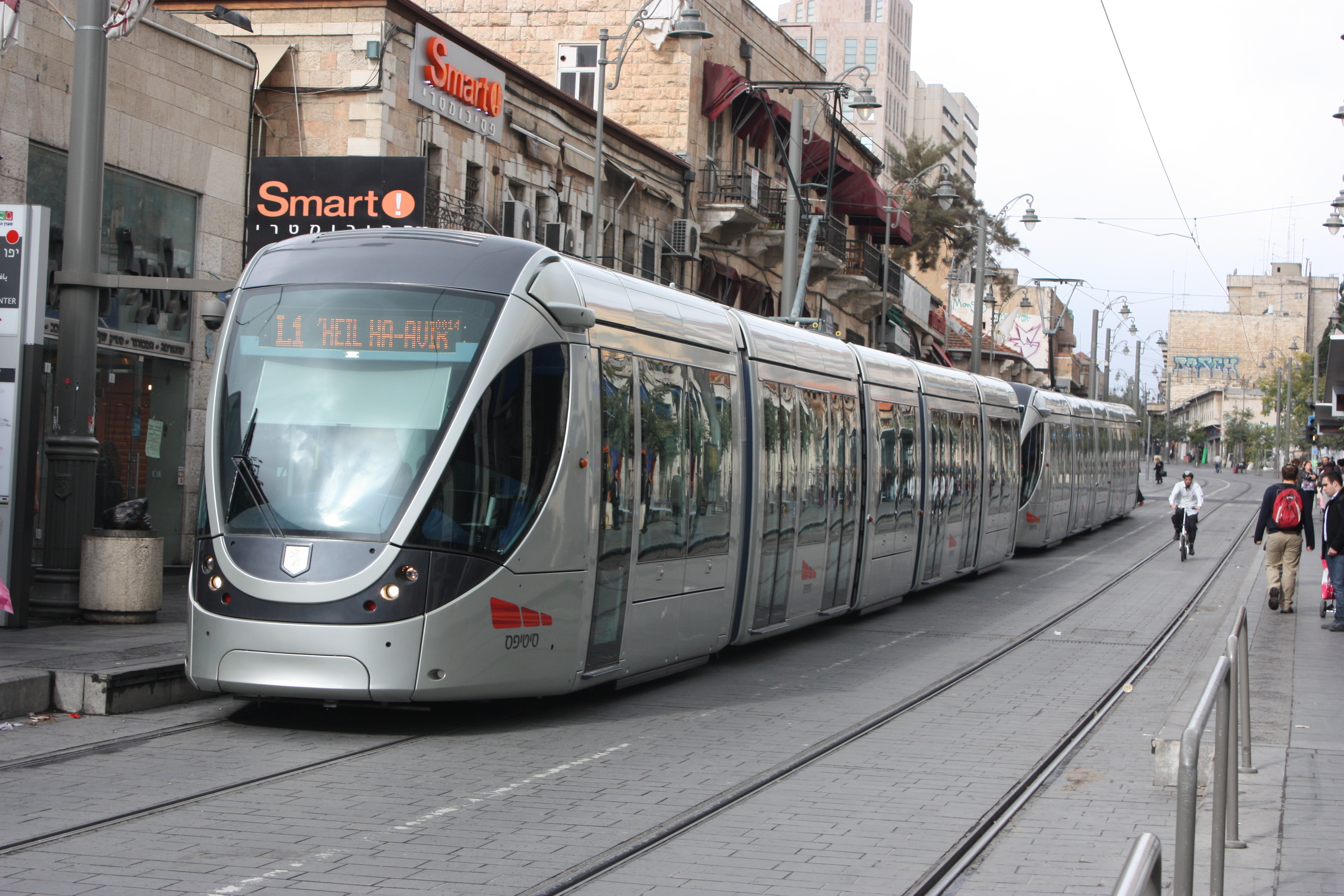
Citadis 302 in Jerusalem

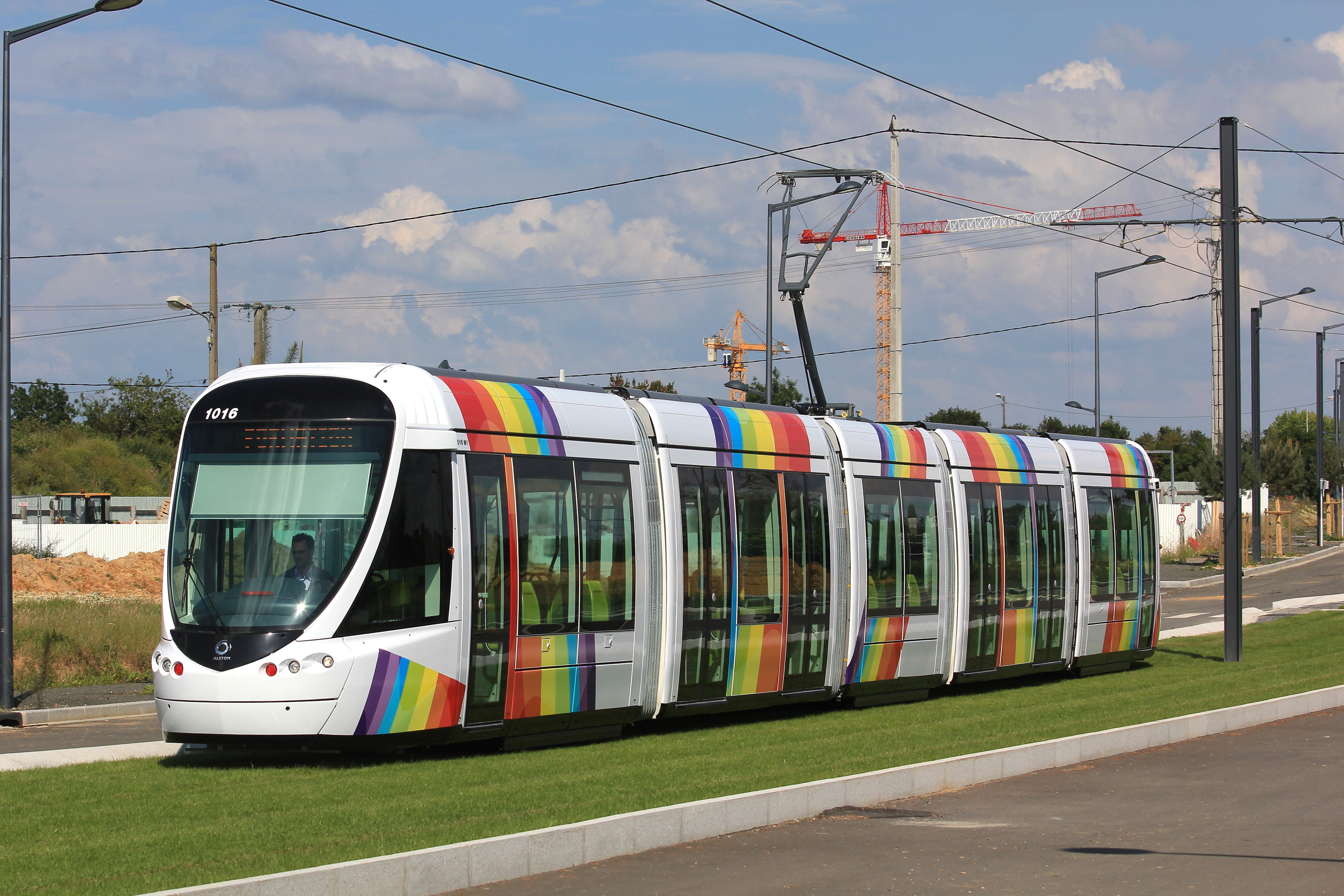
Citadis 302 in Angers

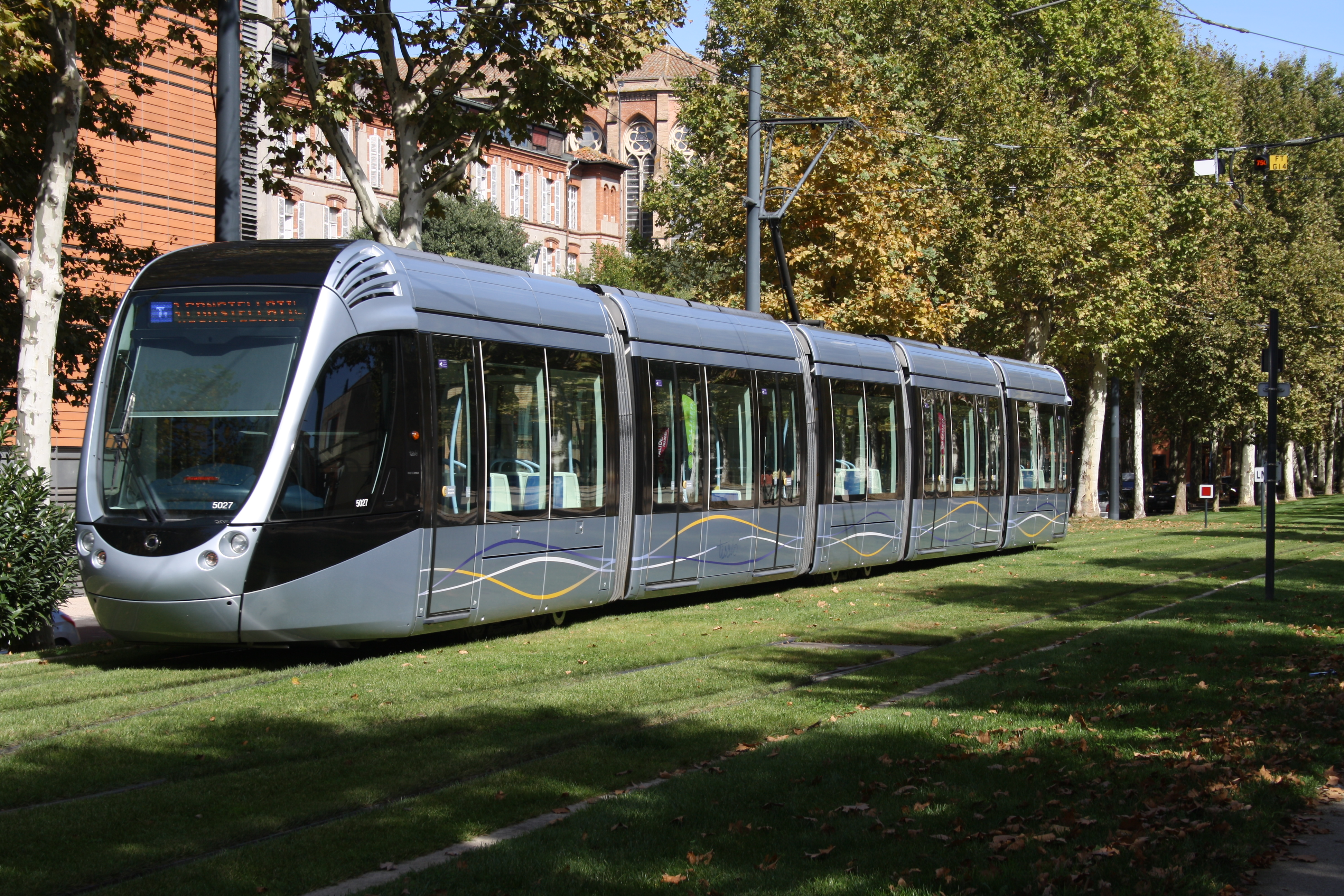
Citadis 302 in Toulouse

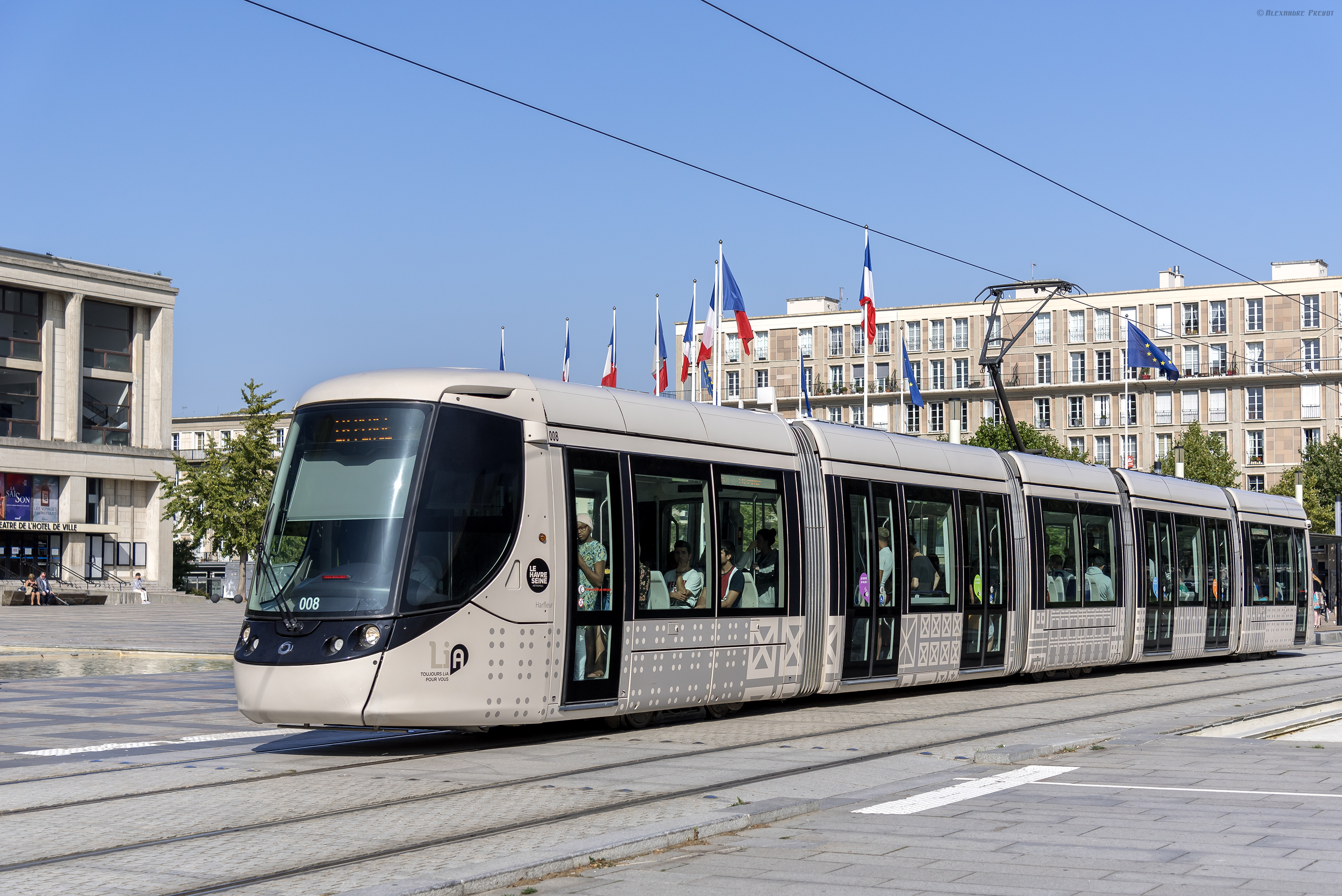
Citadis 302 in Le Havre

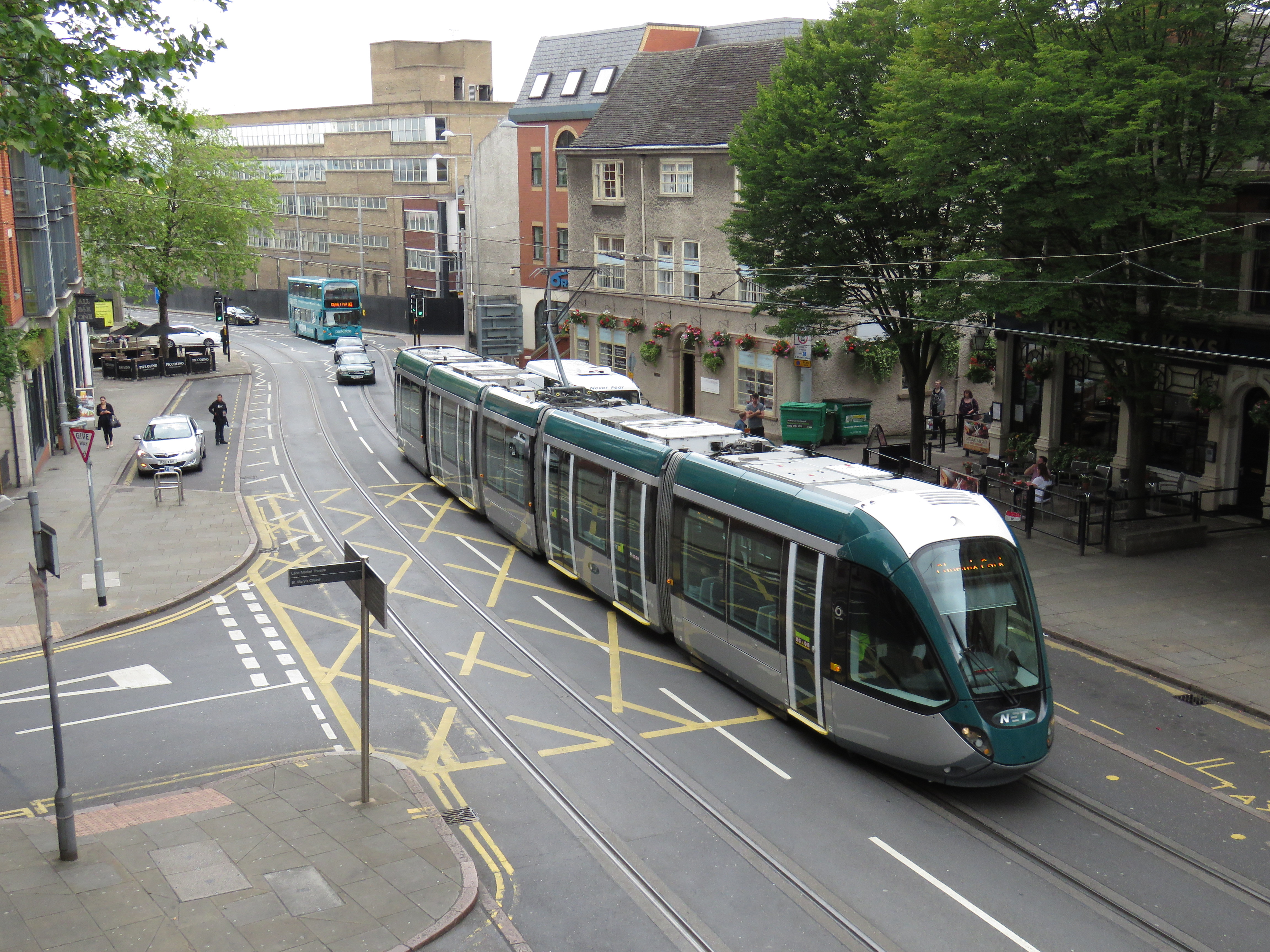
Citadis 302 in Nottingham

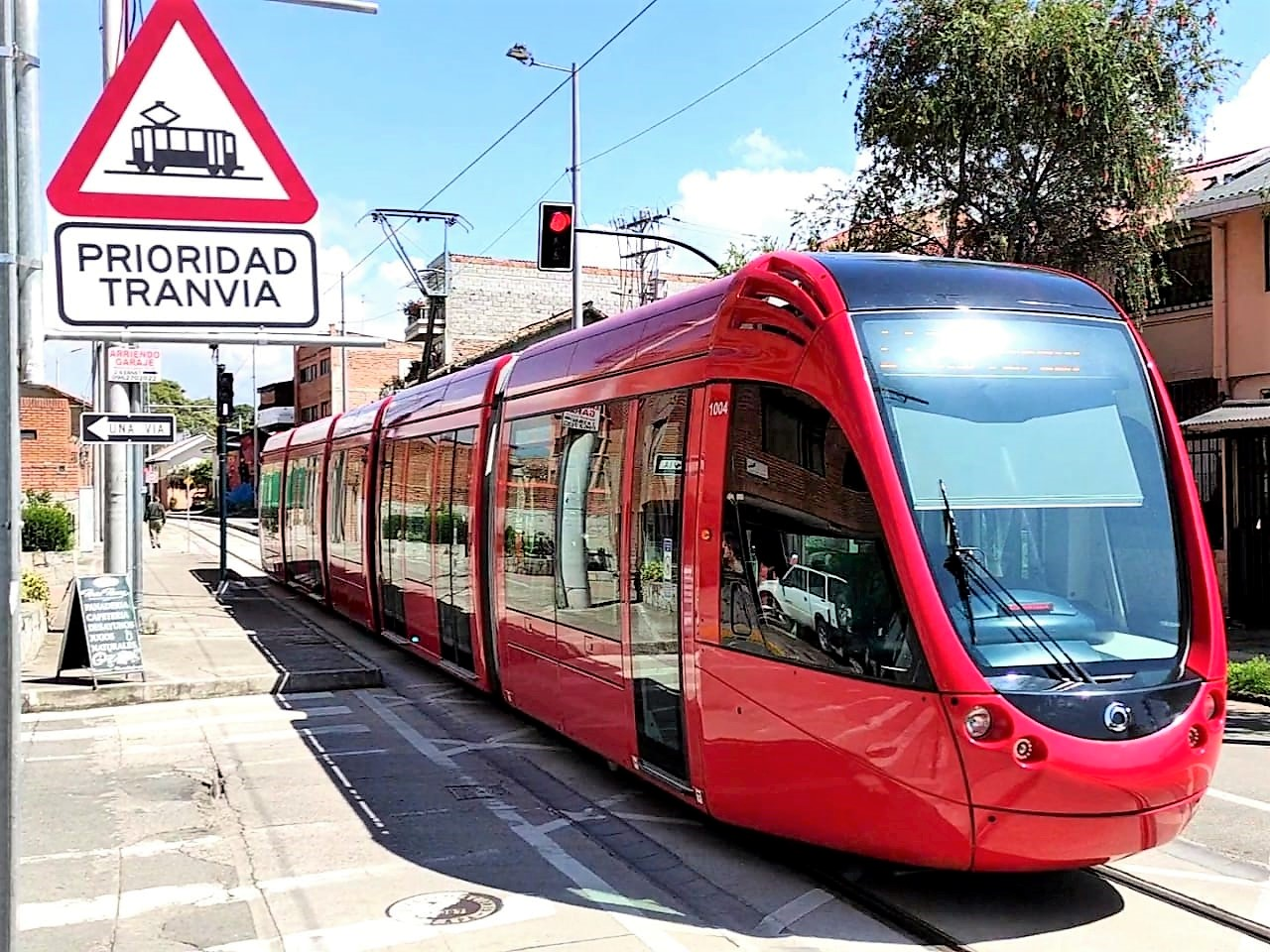
Citadis 302 in Cuenca

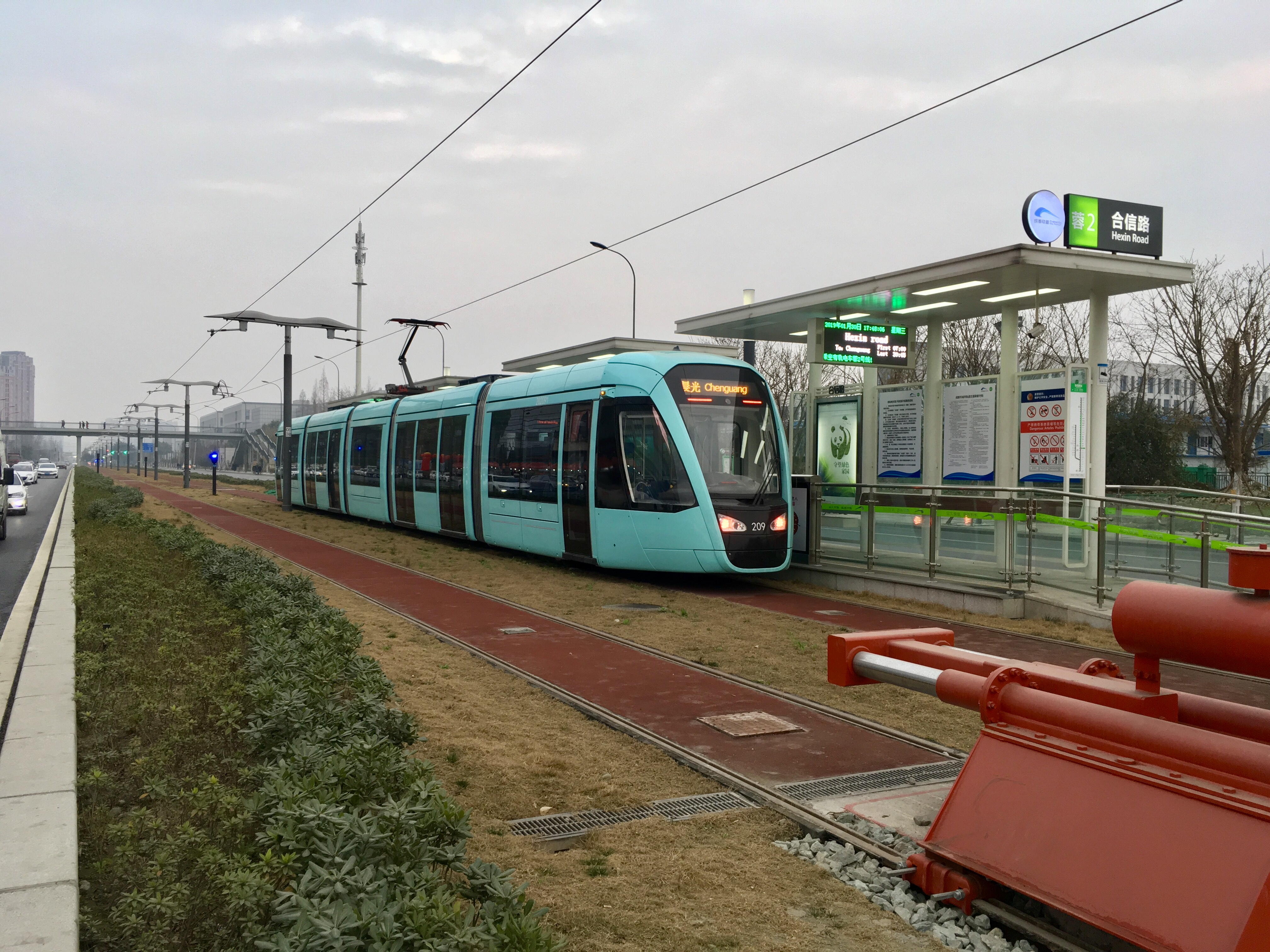
Citadis 302 in Chengdu

| Versuchsstrecke La Rochelle     | 1         | 2001                       | 32,33 m  | 2,40 m | 37,7 t    | 56    | 145               | mit APS-Ausrüstung; 2012 zeitweise auf Russischer Breitspur                                                         | [ 16 ]                      |
| Straßenbahn Bordeaux            | 12        | 2002, 2005                 | 32,85 m  | 2,40 m | 40,5 t    | 48    | 170               | mit APS-Ausrüstung                                                                                                  | [ 19 ] [ 13 ]               |
| Straßenbahn Île-de-France (T2)  | 65/66     | 2002–2015                  | 32,91 m  | 2,40 m | 40,25 t   | 58    | 165               | 2018 ein Wagen nach Unfall ausgemustert; Einsatz in Doppeltraktion                                                  | [ 19 ] [ 13 ]               |
| Straßenbahn Barcelona           | 23        | 2003–2004, 2011            | 32,52 m  | 2,65 m | 39,1 t    | 64    | 154               | als Baureihe 111 eingeordnet                                                                                        | [ 29 ] [ 31 ] [ 13 ]        |
| Straßenbahn Barcelona           | 18        | 2004                       | 32,52 m  | 2,65 m | 39,1 t    | 64    | 154               | als Baureihe 211 eingeordnet; APS-Nachrüstung bis 2024                                                              | [ 29 ] [ 31 ] [ 13 ]        |
| Straßenbahn Mülhausen           | 22        | 2004–2005                  | 32,52 m  | 2,65 m | 40 t      | 48    | 175               | | [ 19 ] [ 15 ]               |
| Straßenbahn Melbourne           | 5         | 2004–2005                  | 32,52 m  | 2,65 m | 40 t      | 48    | 175               | 2008 aus Mülhausen übernommen, ursprünglich nur geliehen; als Klasse C2 eingeordnet                                 | [ 38 ]                      |
| Straßenbahn Teneriffa           | 26        | 2005–2006, 2009            | 32,16 m  | 2,40 m | 41,4 t    | 56    | 144               | Allradantrieb | [ 29 ] [ 15 ] [ 11 ]        |
| Straßenbahn Valenciennes        | 30        | 2005–2006, 2013            | 32,89 m  | 2,40 m | 39,3 t    | 48    | 164               | | [ 19 ] [ 15 ]               |
| Straßenbahn Montpellier         | 27        | 2006–2007                  | 32,52 m  | 2,65 m | 40,9 t    | 56    | 154               | | [ 19 ] [ 11 ]               |
| Straßenbahn Nizza (T1)          | 13        | 2006–2007                  | 33,02 m  | 2,65 m | 42,2 t    | 54    | 162               | mit Akku | [ 19 ] [ 11 ]               |
| Stadtbahn Madrid                | 35        | 2006–2007                  | 32,52 m  | 2,40 m | 39,7 t    | 54    | 149               | | [ 29 ] [ 11 ]               |
| Straßenbahn Parla               | 9         | 2006–2007                  | 32,52 m  | 2,40 m | 39,7 t    | 54    | 149               | 2007 aus Madrid übernommen                                                                                          | [ 29 ] [ 11 ]               |
| Straßenbahn Jaén                | 5         | 2006–2007                  | 32,52 m  | 2,40 m | 39,7 t    | 54    | 149               | 2010–2011 aus Madrid übernommen, seit 2011 außer Betrieb                                                            | [ 29 ] [ 11 ]               |
| Straßenbahn Murcia              | 11        | 2006–2007                  | 32,52 m  | 2,40 m | 39,7 t    | 54    | 149               | 2007, 2010–2011 aus Madrid übernommen                                                                               | [ 29 ] [ 11 ]               |
| Straßenbahn Adelaide            | 9         | 2006–2007                  | 32,52 m  | 2,40 m | 39,7 t    | 54    | 149               | 2009, 2017 aus Madrid übernommen                                                                                    | [ 37 ]                      |
| Tranvía del Este (Buenos Aires) | 1         | 2006–2007                  | 32,52 m  | 2,40 m | 39,7 t    | 54    | 149               | 2007 aus Madrid übernommen, seit 2012 außer Betrieb                                                                 | [ 36 ]                      |
| Straßenbahn Le Mans             | 34        | 2006–2007, 2011, 2013–2014 | 32,16 m  | 2,40 m | 39,1 t    | 48    | 163               | 2024 Verlängerung zu Citadis 402 beauftragt                                                                         | [ 19 ] [ 34 ] [ 11 ]        |
| Stadtbahn Tunis                 | 55        | 2007, 2009, 2013           | 31,58 m  | 2,40 m | 39,2 t    | 58    | 138               | Unechte Zweirichtungswagen zum Einsatz in Doppeltraktion                                                            | [ 21 ] [ 11 ] [ 22 ]        |
| Stadtbahn Jerusalem             | 46        | 2007–2008                  | 32,516 m | 2,65 m | 42,8 t    | 56+8  | 164               | Allradantrieb; Einsatz in Doppeltraktion; zusätzliche Ausrüstung gegen Terroranschläge, u. a. kugelsichere Scheiben | [ 15 ] [ 7 ] [ 11 ] [ 22 ]  |
| Straßenbahn Angers              | 17        | 2009–2010                  | 32,41 m  | 2,40 m | 39,6 t    | 56    | 147               | mit APS-Ausrüstung                                                                                                  | [ 19 ] [ 11 ]               |
| Straßenbahn Toulouse            | 28        | 2009–2010, 2014            | 32,16 m  | 2,40 m | 39,4 t    | 48    | 163               | | [ 19 ] [ 11 ]               |
| Straßenbahn Reims               | 18        | 2010                       | 32,42 m  | 2,40 m | 39,6 t    | 56    | 149               | mit APS-Ausrüstung                                                                                                  | [ 19 ] [ 11 ]               |
| Straßenbahn Orléans             | 21        | 2010–2012                  | 32,42 m  | 2,40 m | 40,2 t    | 48    | 156               | mit APS-Ausrüstung                                                                                                  | [ 19 ] [ 11 ]               |
| Straßenbahn Rabat-Salé          | 6         | 2010–2011, 2019–2020       | 32 m     | 2,65 m |           |       |                   | | [ 21 ] [ 42 ] [ 43 ] [ 22 ] |
| Straßenbahn Rabat-Salé          | 60        | 2010–2011, 2019–2020       | 32 m     | 2,65 m |           |       |                   | Unechte Zweirichtungswagen zum Einsatz in Doppeltraktion                                                            | [ 21 ] [ 42 ] [ 43 ] [ 22 ] |
| Straßenbahn Oran                | 29/30     | bis 2011                   | 33 m     | 2,65 m |           |       |                   | 2016 ein Wagen nach Unfall verschrottet                                                                             | [ 21 ] [ 44 ] [ 22 ]        |
| Straßenbahn Oran                | 21        | 2012–2013, ausstehend      | 33 m     | 2,65 m |           |       |                   | Fertigung durch Cital; 7 Fahrzeuge noch im Herstellerwerk                                                           | [ 21 ] [ 44 ] [ 22 ]        |
| Straßenbahn Brest               | 20        | 2011–2012                  | 32,76 m  | 2,40 m |           |       |                   | Gemeinschaftsbeschaffung                                                                                            | [ 19 ]                      |
| Straßenbahn Dijon               | 33        | 2012–2013                  | 32,76 m  | 2,40 m |           |       |                   | Gemeinschaftsbeschaffung                                                                                            | [ 19 ]                      |
| Straßenbahn Casablanca          | 124       | 2012–2013, 2018–2019       | 32 m     | 2,65 m |           |       |                   | Unechte Zweirichtungswagen zum Einsatz in Doppeltraktion                                                            | [ 45 ] [ 23 ] [ 22 ]        |
| Straßenbahn Le Havre            | 22        | 2012                       | 32 m     | 2,40 m |           |       |                   | | [ 19 ]                      |
| Straßenbahn Île-de-France (T7)  | 19        | 2012–2013                  | 32,70 m  | 2,40 m |           |       |                   | als Baureihe TW10 eingeordnet; 2024 Abgabe von 7 Wagen an T2 angekündigt                                            | [ 19 ] [ 33 ]               |
| Straßenbahn Île-de-France (T8)  | 20        | 2014                       | 32,70 m  | 2,40 m |           |       |                   | als Baureihe TW10 eingeordnet; 2024 Abgabe von 7 Wagen an T2 angekündigt                                            | [ 19 ] [ 33 ]               |
| Nottingham Express Transit      | 22        | 2013–2014                  | 32 m     | 2,40 m |           |       |                   | | [ 46 ]                      |
| Straßenbahn Cuenca              | 14        | 2015–2016                  | 32,6 m   | 2,40 m |           |       |                   | mit APS-Ausrüstung; Frontform von Toulouse übernommen                                                               | [ 47 ]                      |
| Straßenbahn Shanghai-Songjiang  | 30        | ab 2016                    |          |        |           |       |                   | Fertigung durch SATCO                                                                                               | [ 18 ] [ 25 ] [ 27 ]        |
| Straßenbahn Chengdu             | 40        | ab 2017                    |          |        |           |       |                   | Fertigung durch CRRC                                                                                                | [ 27 ]                      |
| Straßenbahn Dujiangyan          | 26        |                            |          |        |           |       |                   | Fertigung durch CRRC                                                                                                | [ 26 ]                      |
|                                 | 1090/1092 |                            |          |        |           |       |                   | |                             |

#### Citadis 402 mit Arpège-Fahrwerken
| Netz                           | Anzahl | Auslieferung          | Länge   | Breite | Leermasse | Sitze | Stehplätze (4/m²) | Bemerkung                                                                       |                                    |
| ------------------------------ | ------ | --------------------- | ------- | ------ | --------- | ----- | ----------------- | ------------------------------------------------------------------------------- | ---------------------------------- |
| Straßenbahn Bordeaux           | 62     | 2002–2003, 2005, 2008 | 43,99 m | 2,40 m | 54,1 t    | 70    | 230               | mit APS-Ausrüstung                                                              | [ 19 ] [ 13 ]                      |
| Straßenbahn Bordeaux           | 56     | 2013–2014, 2018–2020  | 43,99 m | 2,40 m |           |       |                   | mit APS-Ausrüstung                                                              | [ 19 ] [ 13 ]                      |
| Straßenbahn Grenoble           | 50     | 2005–2006, 2008–2009  | 43,65 m | 2,40 m | 52,2 t    | 75    | 198               |                                                                                 | [ 19 ] [ 15 ]                      |
| Straßenbahn Île-de-France (T3) | 72     | 2005–2022             | 43,72 m | 2,65 m | 54,6 t    | 76    | 226               |                                                                                 | [ 19 ] [ 15 ]                      |

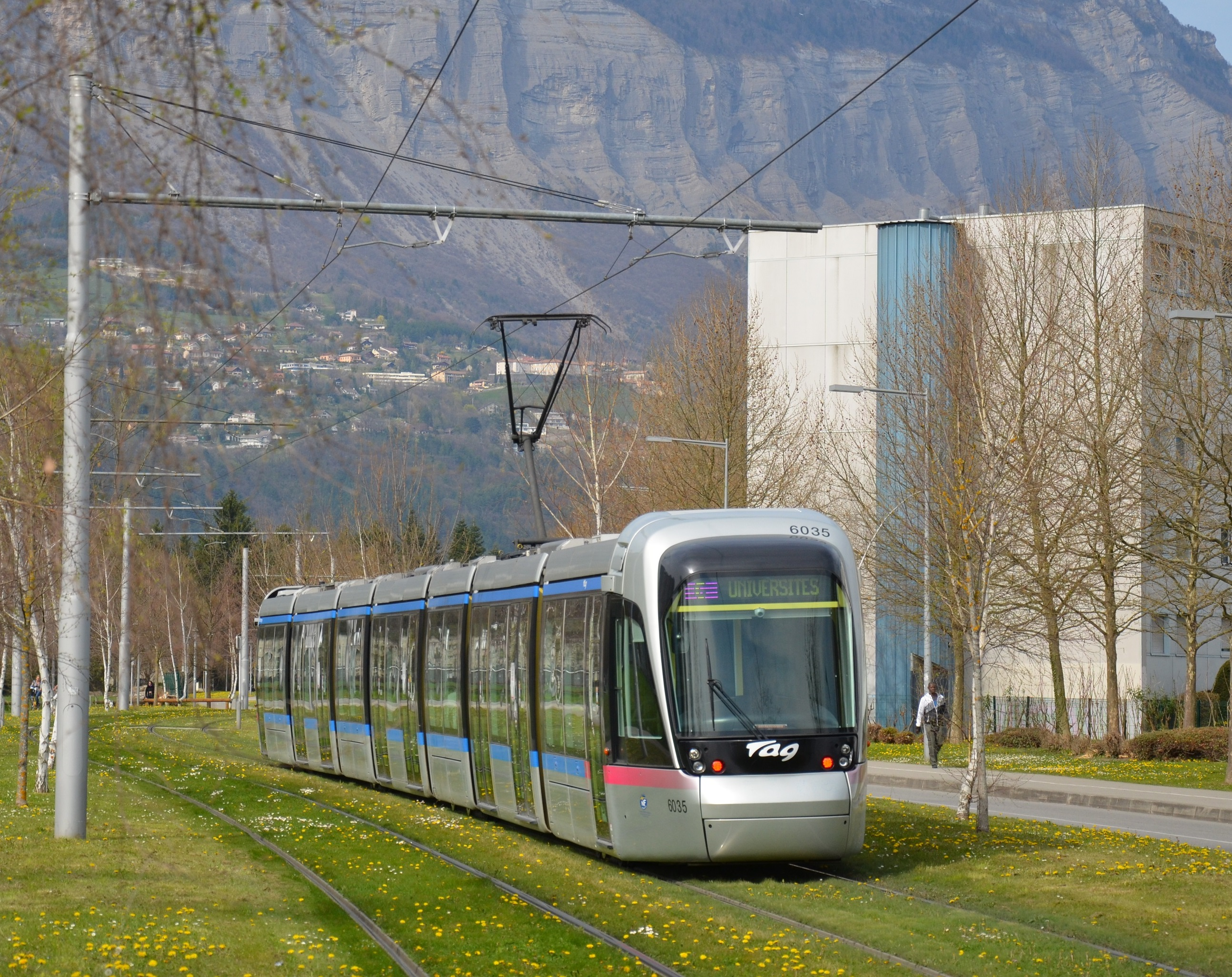
Citadis 402 in Grenoble

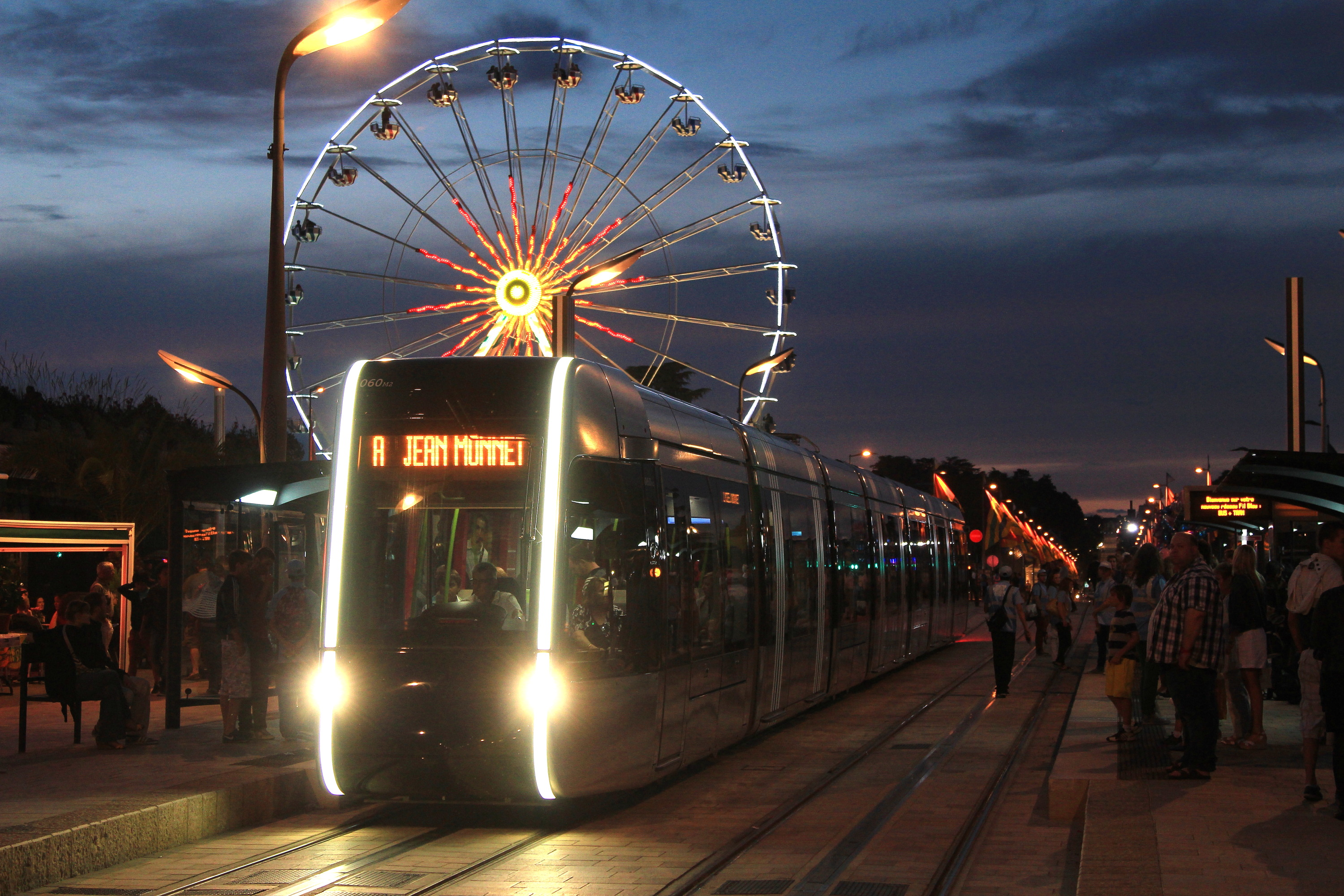
Citadis 402 in Tours

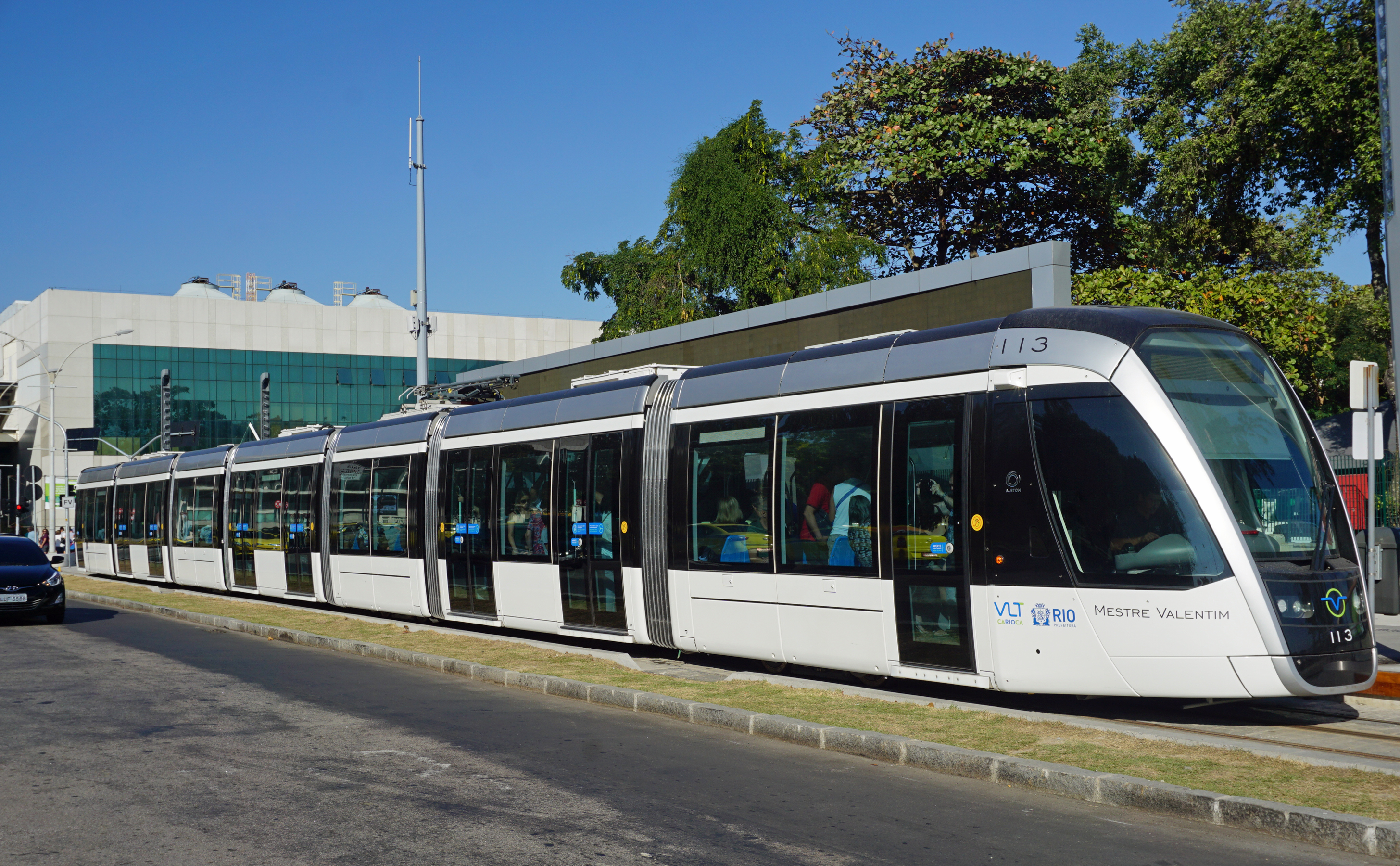
Citadis 402 in Rio de Janeiro

Citadis 402 in Sétif

| Straßenbahn Nizza (T1)         | 15     | 2007, 2010            | 44 m    | 2,65 m |           |       |                   | mit Akku; 2011–2012 verlängert, vorher Citadis 302                              | [ 19 ]                             |
| Straßenbahn Algier             | 48     | ab 2009               | 43,81 m | 2,65 m | 54,2 t    | 78    | 224               |                                                                                 | [ 21 ] [ 11 ] [ 44 ] [ 48 ] [ 23 ] |
| Straßenbahn Constantine        | 27     | 2011–2013             | 43,76 m | 2,65 m |           |       |                   | 1 Fahrzeug ab 2024 bis auf Weiteres in Algier im Einsatz                        | [ 21 ] [ 44 ] [ 49 ] [ 50 ] [ 22 ] |
| Straßenbahn Constantine        | 24     | 2015–2017             | 43,76 m | 2,65 m |           |       |                   | Fertigung durch Cital; 1 Fahrzeug ab 2024 bis auf Weiteres in Algier im Einsatz | [ 21 ] [ 44 ] [ 49 ] [ 50 ] [ 22 ] |
| Straßenbahn Montpellier        | 30     | 2011–2014             | 43,70 m | 2,65 m |           |       |                   |                                                                                 | [ 19 ]                             |
| Straßenbahn Rouen              | 27     | 2012–2013             | 43,92 m | 2,40 m |           |       |                   |                                                                                 | [ 19 ]                             |
| Straßenbahn Tours              | 21     | 2012–2013             | 43,70 m | 2,40 m |           |       |                   | mit APS-Ausrüstung                                                              | [ 19 ]                             |
| Straßenbahn Lyon               | 19     | 2012–2016             | 43,76 m | 2,40 m |           |       |                   |                                                                                 | [ 19 ] [ 35 ]                      |
| Straßenbahn Lyon               | 50     | 2019–2020, ab 2024    | 43,8 m  | 2,40 m |           |       |                   |                                                                                 | [ 19 ] [ 35 ]                      |
| Straßenbahn Dubai              | 19     | 2013–2014             | 44 m    | 2,65 m |           |       |                   | mit APS-Ausrüstung; drei Wagenklassen                                           | [ 51 ] [ 43 ] [ 22 ]               |
| Straßenbahn Rio de Janeiro     | 32     | ab 2015               | 43,7 m  | 2,65 m |           |       |                   | mit APS-Ausrüstung und Superkondensatoren                                       | [ 18 ] [ 49 ]                      |
| Straßenbahn Ouargla            | 23     | 2016–2018             | 44 m    |        |           |       |                   | Fertigung durch Cital; mit Anpassungen an Witterungsbedingungen der Wüste       | [ 52 ] [ 22 ]                      |
| Straßenbahn Sidi bel Abbès     | 30     | 2017                  | 43,76 m | 2,65 m |           |       |                   | Fertigung durch Cital                                                           | [ 21 ] [ 22 ]                      |
| Straßenbahn Sétif              | 26     | 2017–2018             | 44 m    | 2,65 m |           |       |                   | Fertigung durch Cital                                                           | [ 21 ] [ 22 ]                      |
| Straßenbahn Mostaganem         | 25     | 2017–2018             | 43 m    |        |           |       |                   | Fertigung durch Cital; 4 Fahrzeuge bereits 2013 gefertigt                       | [ 53 ] [ 22 ]                      |
|                                | 656    |                       |         |        |           |       |                   |                                                                                 |                                    |

#### Citadis 502 mit Arpège-Fahrwerken
| Netz                            | Anzahl | Auslieferung    | Länge  | Breite | Bemerkung                                |        |
| ------------------------------- | ------ | --------------- | ------ | ------ | ---------------------------------------- | ------ |
| Straßenbahn Dublin (Green Line) | 26     | 2009–2010       | 54,7 m | 2,40 m | 2019–2021 verlängert, vorher Citadis 402 | [ 32 ] |
| Straßenbahn Dublin (Green Line) | 15     | 2017, 2020–2021 | 54,7 m | 2,40 m |                                          | [ 32 ] |
|                                 | 41     |                 |        |        |                                          |        |

#### Citadis 202 und 302 mit anderen Fahrwerken
| Netz                  | Anzahl  | Auslieferung | Typ | Fahrwerk | Länge    | Breite | Leermasse | Sitze | Stehplätze (4/m²) | Bemerkung                                             |                            |
| --------------------- | ------- | ------------ | --- | -------- | -------- | ------ | --------- | ----- | ----------------- | ----------------------------------------------------- | -------------------------- |
| Straßenbahn Melbourne | 36      | 2001–2002    | 202 | Solfège  | 22,98 m  | 2,65 m | 28,5 t    | 40    | 105               | als Klasse C eingeordnet                              | [ 38 ] [ 13 ]              |
| Straßenbahn Rotterdam | 59/60   | 2002–2004    | 302 | Corège   | 31,23 m  | 2,40 m | 36,8 t    | 63    | 105               | Einrichtungswagen; ein Wagen nach Unfall ausgemustert | [ 39 ] [ 7 ] [ 13 ] [ 24 ] |
| Straßenbahn Rotterdam | 53      | 2010–2012    | 302 | Corège   | 30,846 m | 2,40 m |           |       |                   | Einrichtungswagen                                     | [ 39 ] [ 7 ] [ 13 ] [ 24 ] |
|                       | 148/149 |              |     |          |          |        |           |       |                   |                                                       |                            |